# San Sebastián de los Reyes

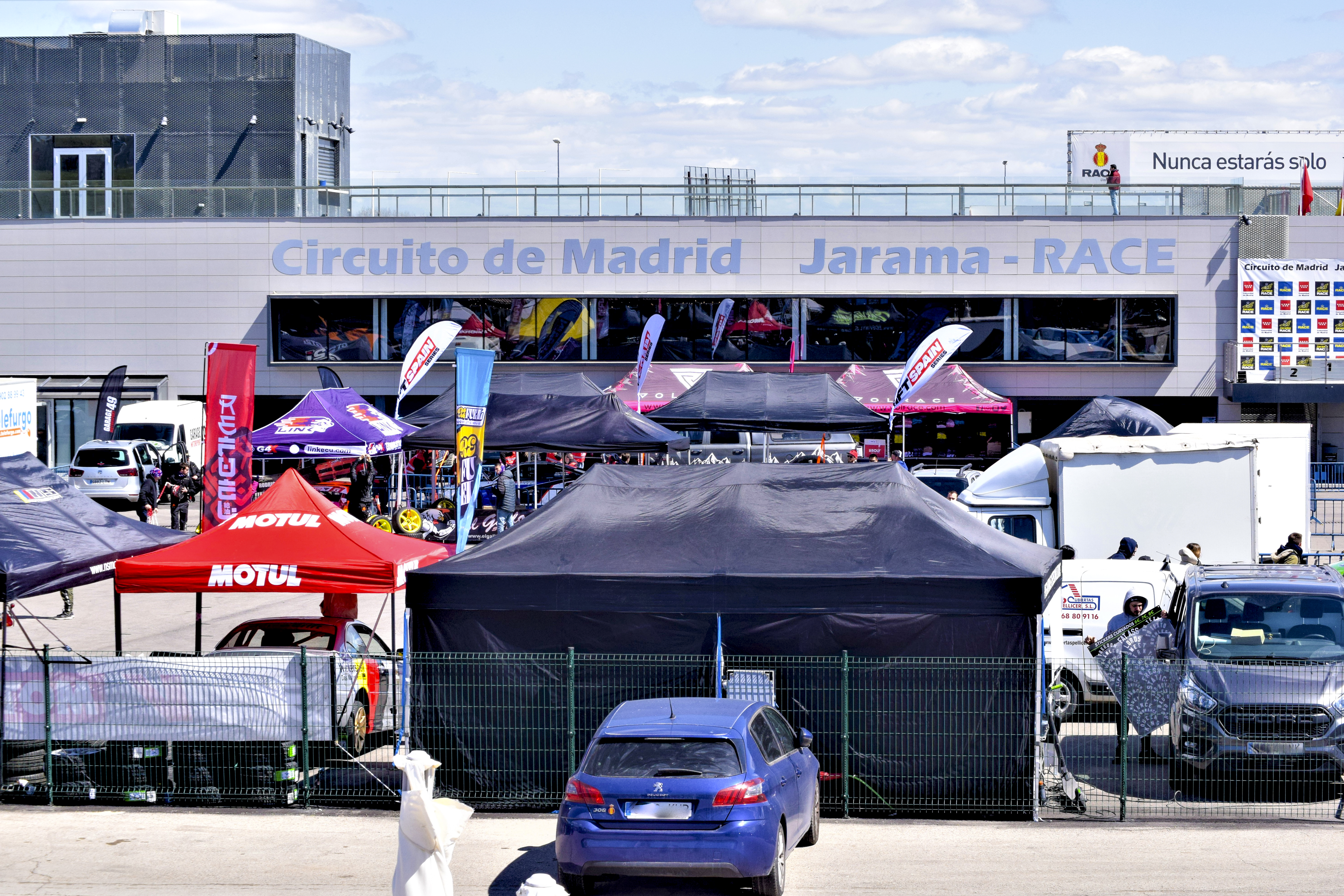
Circuito del Jarama durante la celebración del campeonato de camiones 2022

San Sebastián de los Reyes es un municipio y ciudad española de la Comunidad de Madrid, situada a 18 kilómetros al norte de Madrid. Cuenta con una población de 94 969 habitantes (INE 2024). Popularmente conocido como «Sanse», también ha sido referido con la denominación de «La Pamplona chica» debido a los encierros de sus fiestas. Forma una unidad urbana con la localidad contigua de Alcobendas.

## Geografía

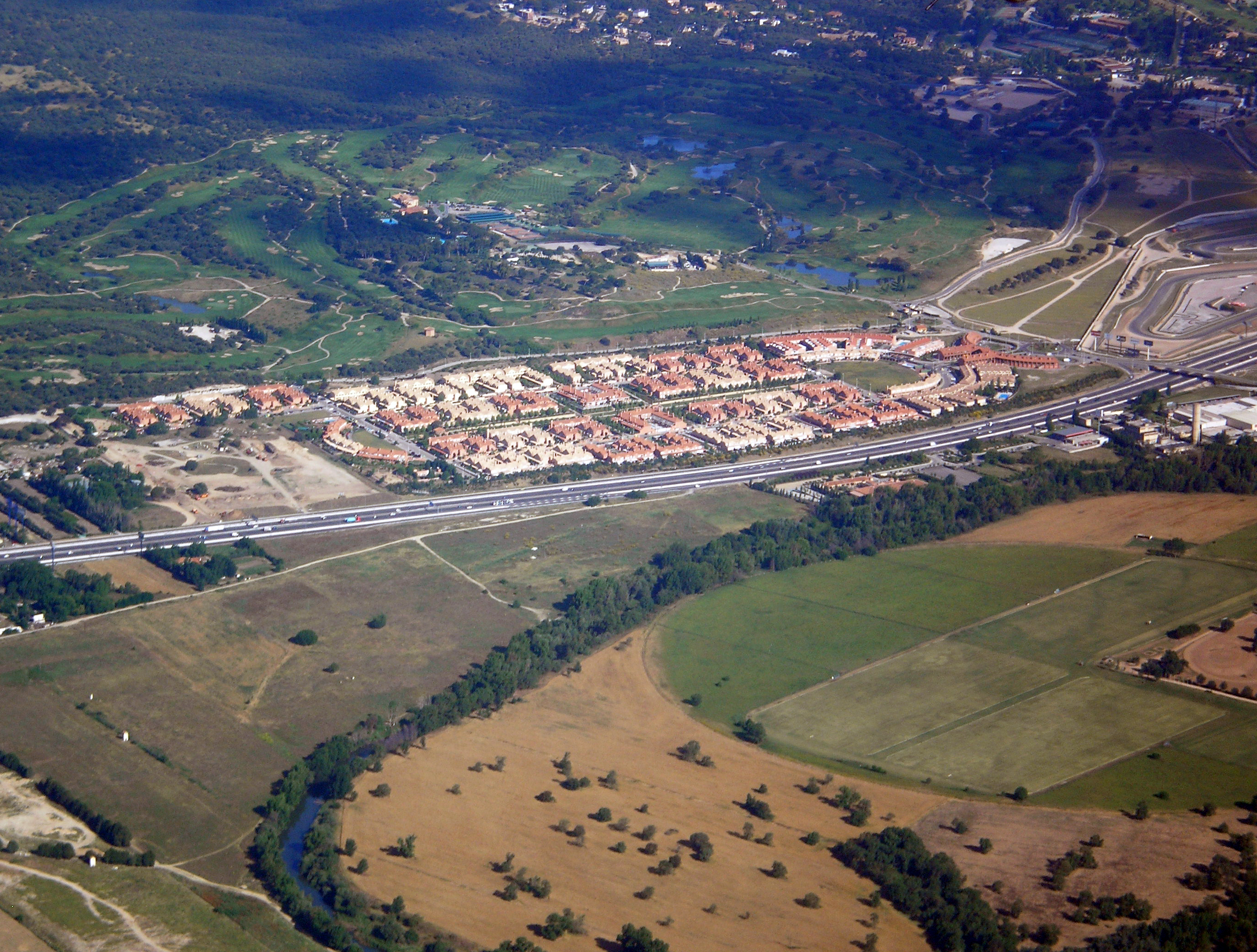
Curso del Jarama junto a la urbanización Club de Campo y la A-1 al norte del municipio

La localidad se encuentra al pie del parque regional de la Cuenca Alta del Manzanares. El término municipal, con una superficie de 59,26 km², es cruzado por varios arroyos: Valconejero, Quiñones, de la Vega, Valdelamasa y El Bodonal; todos ellos, afluentes del río Jarama, que también discurre por su término municipal. 
El municipio de San Sebastián de los Reyes limita al sur con Alcobendas, separados tan solo por una calle, la avenida de España. Limita también con los municipios de Madrid, Colmenar Viejo, Algete, Cobeña y Paracuellos de Jarama, como se muestra a continuación:
| Noroeste: Madrid           | Norte: Madrid y Colmenar Viejo | Nordeste: Algete                     |
| Oeste: Alcobendas y Madrid |                                | Este: Paracuellos de Jarama y Cobeña |
| Suroeste: Alcobendas       | Sur: Alcobendas                | Sureste: Paracuellos de Jarama       |

El centro de la ciudad de San Sebastián de los Reyes está situado a una altitud de 672 m s. n. m. Sin embargo, la altitud del municipio varía entre los 579 metros en la ribera del río Jarama, a la altura de su confluencia con Alcobendas, y los 722 metros en el cerro del Toro, situado al sur de la urbanización de Ciudalcampo, si bien también se alcanzan los 722 metros de altitud en Valdelamasa, en el noroeste del municipio. La altitud media del municipio es de 675 m s. n. m.
Históricamente, San Sebastián de los Reyes ha formado un continuo urbano con Alcobendas siendo separadas tan solo por dos calles continuas: la avenida de España, cuya acera izquierda respecto al comienzo de la vía se encuentra a Alcobendas mientras que la acera derecha forma parte de San Sebastián de los Reyes, y la avenida de Madrid en la que la acera de los números pares pertenece al municipio sansebastianense al contrario que los números impares que corresponden al municipio alcobendense. 
Actualmente, y debido al crecimiento de ambas, comparten las avenidas mencionadas anteriormente además de las siguientes calles: 
- Calle Gloria Fuertes. Los números pares se encuentran en el municipio sansebastianense mientras que los números impares pertenecen al municipio alcobendense.

- Calle de Manuel de Falla. La mayor parte de su recorrido lo hace en Alcobendas salvo la parte final ya que el número 91 forma parte de San Sebastián de los Reyes.

- Calle Isabel II. La calle transcurre por el municipio sansebastianense en su mayor parte con la excepción del final que pertenece a Alcobendas y se encuentra situado en una calle sin salida. En dicha zona esquinada se encuentran los números 3, 5 y 7 junto a la avenida de Madrid, 21.

### Clima
San Sebastián de los Reyes cuenta con un clima mediterráneo continentalizado. De acuerdo con los criterios de la clasificación climática de Köppen el clima de San Sebastián de los Reyes es de tipo Csa (mediterráneo). El clima de la ciudad está menos influido por las condiciones urbanas que el de la capital por estar situado 20 km al norte de esta.
Los inviernos son fríos, con temperaturas mínimas inferiores a los 0 °C, heladas nocturnas frecuentes y nevadas ocasionales. Los veranos son calurosos, con medias en torno a los 22 °C en julio y agosto y con máximas que a veces superan los 35 °C. La amplitud térmica anual es muy alta -más de 20 grados incluso-, como consecuencia de la gran distancia al mar y la altitud. Su clima es más frío que el de Madrid capital, y ligeramente más lluvioso por estar situado más al norte y fuera del efecto antrópico.
Las precipitaciones anuales son ligeramente superiores a los 500 mm, con mínimos muy marcados en verano y máximos en otoño y primavera.
| Parámetros climáticos promedio de Municipio de San Sebastián de los Reyes (periodo de referencia: 1971-2000) | Parámetros climáticos promedio de Municipio de San Sebastián de los Reyes (periodo de referencia: 1971-2000) | Parámetros climáticos promedio de Municipio de San Sebastián de los Reyes (periodo de referencia: 1971-2000) | Parámetros climáticos promedio de Municipio de San Sebastián de los Reyes (periodo de referencia: 1971-2000) | Parámetros climáticos promedio de Municipio de San Sebastián de los Reyes (periodo de referencia: 1971-2000) | Parámetros climáticos promedio de Municipio de San Sebastián de los Reyes (periodo de referencia: 1971-2000) | Parámetros climáticos promedio de Municipio de San Sebastián de los Reyes (periodo de referencia: 1971-2000) | Parámetros climáticos promedio de Municipio de San Sebastián de los Reyes (periodo de referencia: 1971-2000) | Parámetros climáticos promedio de Municipio de San Sebastián de los Reyes (periodo de referencia: 1971-2000) | Parámetros climáticos promedio de Municipio de San Sebastián de los Reyes (periodo de referencia: 1971-2000) | Parámetros climáticos promedio de Municipio de San Sebastián de los Reyes (periodo de referencia: 1971-2000) | Parámetros climáticos promedio de Municipio de San Sebastián de los Reyes (periodo de referencia: 1971-2000) | Parámetros climáticos promedio de Municipio de San Sebastián de los Reyes (periodo de referencia: 1971-2000) | Parámetros climáticos promedio de Municipio de San Sebastián de los Reyes (periodo de referencia: 1971-2000) |
| Mes | Ene. | Feb. | Mar. | Abr. | May. | Jun. | Jul. | Ago. | Sep. | Oct. | Nov. | Dic. | Anual |
| --- | --- | --- | --- | --- | --- | --- | --- | --- | --- | --- | --- | --- | --- |
| Temp. máx. media (°C)                                                                                        | 10.2 | 12.5 | 16.1 | 17.8 | 21.9 | 27.7 | 32.4 | 32.0 | 27.2 | 20.1 | 14.2 | 10.7 | 20.2 |
| Temp. media (°C)                                                                                             | 5.3 | 7.1 | 9.8 | 11.6 | 15.5 | 20.6 | 24.5 | 24.2 | 20.1 | 14.2 | 9.0 | 6.3 | 14.0 |
| Temp. mín. media (°C)                                                                                        | 0.5 | 1.8 | 3.6 | 5.5 | 9.1 | 13.5 | 16.6 | 16.4 | 13.0 | 8.4 | 4.0 | 1.9 | 7.9 |
| Precipitación total (mm)                                                                                     | 39 | 37 | 23 | 45 | 48 | 30 | 12 | 12 | 28 | 41 | 54 | 55 | 429 |
| Fuente: Agencia Estatal de Meteorología                                                                      | | | | | | | | | | | | | |

## Historia

### Fundación y primeros años
Fue fundada en 1492, tras la huida en 1488 de treinta y dos vecinos de la localidad de Alcobendas que se establecieron en cabañas alrededor de la ermita de San Sebastián, que estaba en terreno propiedad del Concejo de Madrid. El motivo de la huida de los mismos fue la presión a la que se veían sometidos por parte del señor feudal Juan Arias de Ávila, señor y futuro conde de Puñonrostro.
Los Reyes Católicos, para favorecer un mayor poblamiento de los territorios de realengo, es decir, que dependían directamente de la Corona, permitieron la fundación de la nueva población junto a una ermita cercana dedicada a san Sebastián, situada dentro de los límites de la Villa de Madrid y, por tanto, bajo jurisdicción real. Así, al amparo de dicha ermita y por el apoyo directo de los reyes de Castilla y Aragón, tomó su nombre. San Sebastián de los Reyes toma carta de identidad definitiva en el año 1492, bajo el amparo legal de los Reyes Católicos. La denominación «de los Reyes» tan solo cambió en una ocasión por la de «San Sebastián de la Soberanía», de acuerdo con un bando de efímeros efectos, en plena Revolución de 1868.
Cuando la Corte real llegó a su residencia en Medina del Campo expidieron una Real Cédula que data del 2 de mayo de 1492:

El Rey y la Reina: Concejo é Regidor é los Alguaciles é Regidores, vasallos, escuderos é infantes é homes buenos de la noble villa de Madrid.
E ya sebéis como el lugar de San Sebastián de los Reyes, tierra é jurisdicción desa villa, se puebla é agora nuevamente, y al por qué como se ve esperan que serán favorecidos é ayudados por que se pueble de más vecinos por ende. Nós os mandamos que los ayudéis é favorezcáis é mireis mucho por ellos é no consistáis ni deis lugar á que sean maltratados.

Dada en la villa de Medina á dos días del mes de mayo del año del nacimiento de Nuestro Señor Jesucristo de mil é cuatrocientos é noventa y dos años.
Yo el Rey.— Yo la Reina.— Por mandado de mis señores el Rey é la Reina: Juan Zapata, Secretario.—

Ya el 24 de agosto de ese año se presentó una súplica al ayuntamiento madrileño para que les señalaran los lugares donde vivir y hacer vecindad, para lo que se nombró posteriormente a los regidores Pedro Zapata y Luis Alcalá, al comisario Lodeño y al alcaide de El Pardo para que indicaran los lugares donde deberían construir sus hogares. Juan Arias volvió a presentar problemas, pero Madrid acudió al juez del término, el licenciado Francisco de Vargas, para que los defendiera y pudieran seguir adelante con la construcción de sus hogares. Ya que la orden real mandaba establecer el término de los nuevos vecinos, dos regidores y el alcalde mayor hicieron un acuerdo:

En San Sebastián de los Reyes, lugar en término y jurisdicción de la noble y leal villa de Madrid, miércoles nueve días de enero del año del nacimiento de Nuestro Señor Jesucristo de 1493. Los Señores Juan de Linares, Alcalde y Justicia mayor de la dicha villa, por sus Altezas Diego de Vargas y Lorenzo Méndez, Regidores, en virtud de comisión que les fue dad por dicha villa, por ante mí el Escribano de Ayuntamiento de ella, le fue fecha para ver los términos que por los vecinos de San Sebastián de los Reyes fueron pedidos. Luego se señalaron los que debía tener el lugar, poniendo los mojones.

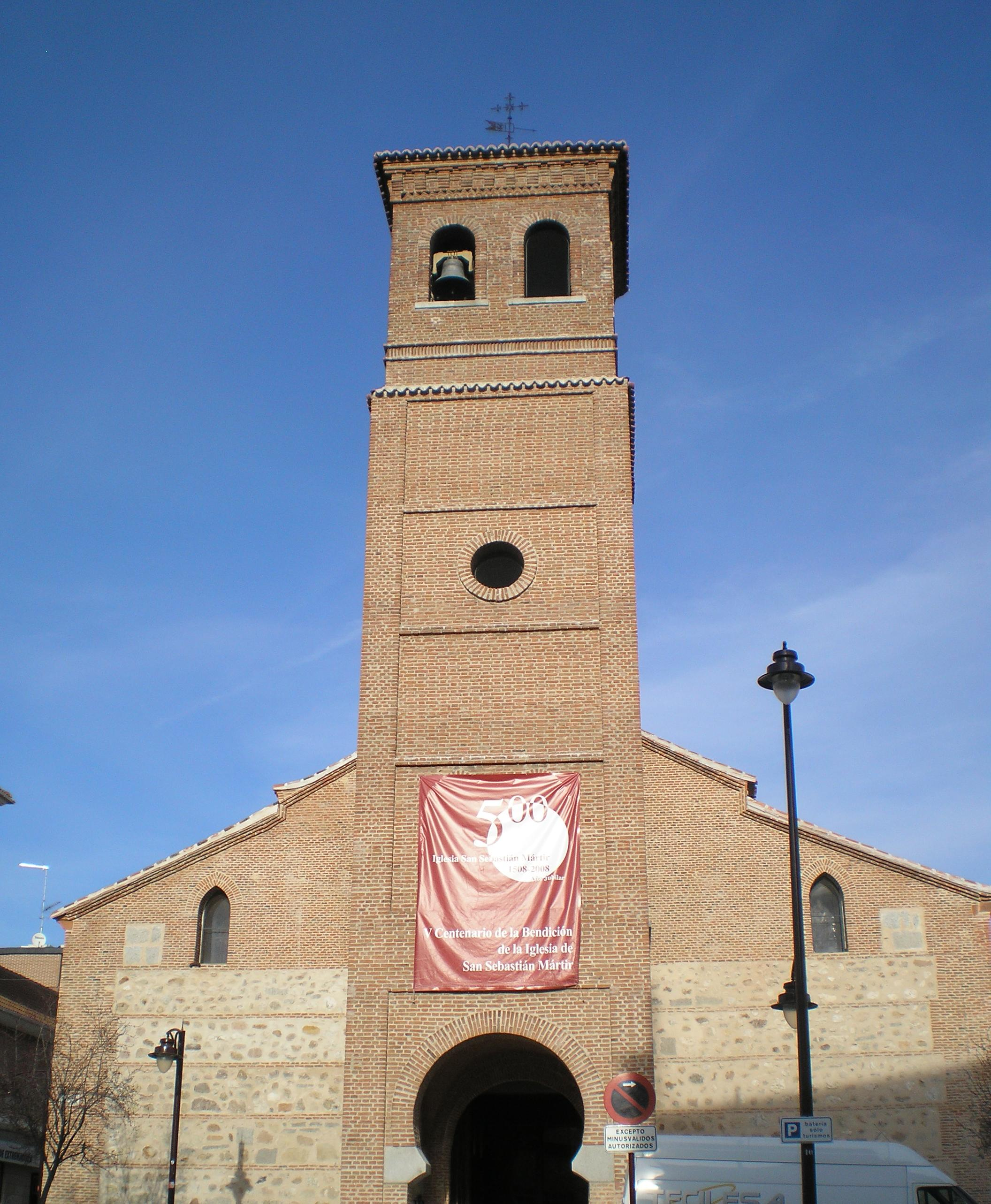
Iglesia de San Sebastián Mártir

Todas las cesiones territoriales que se hicieron constan en archivos documentados del Ayuntamiento de Madrid. Tras las concesiones, el día 10 de enero de 1493 Pedro García Retamo y Diego Fernández de Guadalix fueron nombrados alcaldes, mientras que Alonso de Paredes recibió el cargo de alguacil. Pedro Gómez, de Alcobendas, fue requerido como escribano y notario público en la nueva población y bajo pena de pérdida y privación de su oficio, además de la consiguiente multa de 10 000 maravedíes. Ese mismo día el sitio adquirió el título de municipio.
Un mes después, el 13 de febrero, Gonzalo Monzón y Diego de Vargas, ambos regidores de Madrid, acompañados por el procurador general, señalaron el lugar indicado para plantar viñas. Acudieron como testigos Alonso Pescador, Andrés Rodríguez y Alonso Pineda.
Ya en 1494, los nuevos vecinos se protegieron una vez más de Juan de Arias gracias a la ayuda de los monarcas, que llegó el 20 de mayo en forma de Cédula Real refrendada por el secretario Juan de la Parra. En el escrito se instaba al Concejo, a la Justicia y a oficiales y regidores de Madrid, e incluso al príncipe Juan, a infantes y a duques a que defendieran a los vecinos de San Sebastián de los Reyes y a que multaran con penas y 10 000 maravedíes a los que maltrataran y abusaran de los pobladores de la localidad. Juan de Arias, indignado ante las resoluciones reales, atacaba siempre en respuesta las posesiones y los hogares de los que habían huido de él. En enero de 1516 llegó a cometer asesinato, por lo que, tras una denuncia, la reina Juana I y su hijo, Carlos I publicaran el 18 de abril de ese año ordenaron que se cumpliese lo que los Reyes Católicos habían decretado en su momento. En caso de que un allegado a Juan de Arias infringiera la norma real se le impondrían penas como el destierro de la jurisdicción y una multa de 20 000 maravedíes, lo cual se informó el 24 de abril al por entonces alcalde, Andrés Rodríguez.

### Guerra de Independencia
Durante la Guerra de la Independencia Española tropas francesas se acantonaron en el pueblo. Concretamente una compañía del 4.º batallón del ejército francés, al cual los lugareños tenían que proveer de suministros —trigo, cebada, paja, vino, legumbres, aceite, carne, carbón y leña— y dejar a su servicio ochenta y una mulas y treinta y cinco pollinos, según está escrito en el Archivo Municipal en diversos documentos de finales de 1810 y principios de 1811.

### SigloXIX
Así se describe a San Sebastián de los Reyes en la página 55 del tomo XIV del Diccionario geográfico-estadístico-histórico de España y sus posesiones de Ultramar, obra impulsada por Pascual Madoz a mediados del siglo XIX:

SEBASTIAN DE LOS REYES (SAN)

Lugar con ayuntamiento de la provincia y audiencia territorial de Madrid (3 leguas), partido judicial de Colmenar Viejo (4), capitanía general de Castilla la Nueva, diócesis de Toledo (15).
Situado a la falda S de un pequeño cerro. Le combaten los vientos N y No. El clima es frío, y sus enfermedades más comunes intermitentes.
Tiene 250 casas; la de ayuntamiento; cárcel; escuela de primeras letras para niños, dotada con 1825 reales; otra de niñas, cuya maestra recibe 500 reales; una iglesia parroquial (San Sebastián mártir) con curato de segundo ascenso, de patronato del Estado; una ermita bajo la advocación de Nuestra Señora del Socorro, propia del pueblo, y el cementerio en paraje que no ofende la salud pública. Los vecinos se surten de aguas para sus usos de las de 6 fuentes que hay esparcidas por el término.
Este confina: Real Bosque de Viñuelas; E Fuente el Fresno; S y O Alcovendas.
Comprende 2 despoblados titulados Dos Casas y el Burrillo; una dehesa nueva al N de la población; bastante viñedo, y diferentes prados con buenos pastos; le atraviesa el río Jarama.
El terreno es arcilloso y de mala calidad.
Caminos: los que dirigen a los pueblos limítrofes, y la carretera de Madrid a Francia que pasa inmediato al pueblo. El correo se recibe en Alcovendas por una persona encargada de recogerlo.
Producciones: trigo, centeno, cebada y vino; mantiene ganado lanar, vacuno y mular; cría caza de perdices y liebres, y pesca menor bastante buena en el Jarama.
Industria: la agrícola.
Población: 266 vecinos, 1287 almas.

Capital productivo: 2945 003 reales. Imponible: 177 208. Contribución: 9,65 por 100.

### SiglosXXyXXI

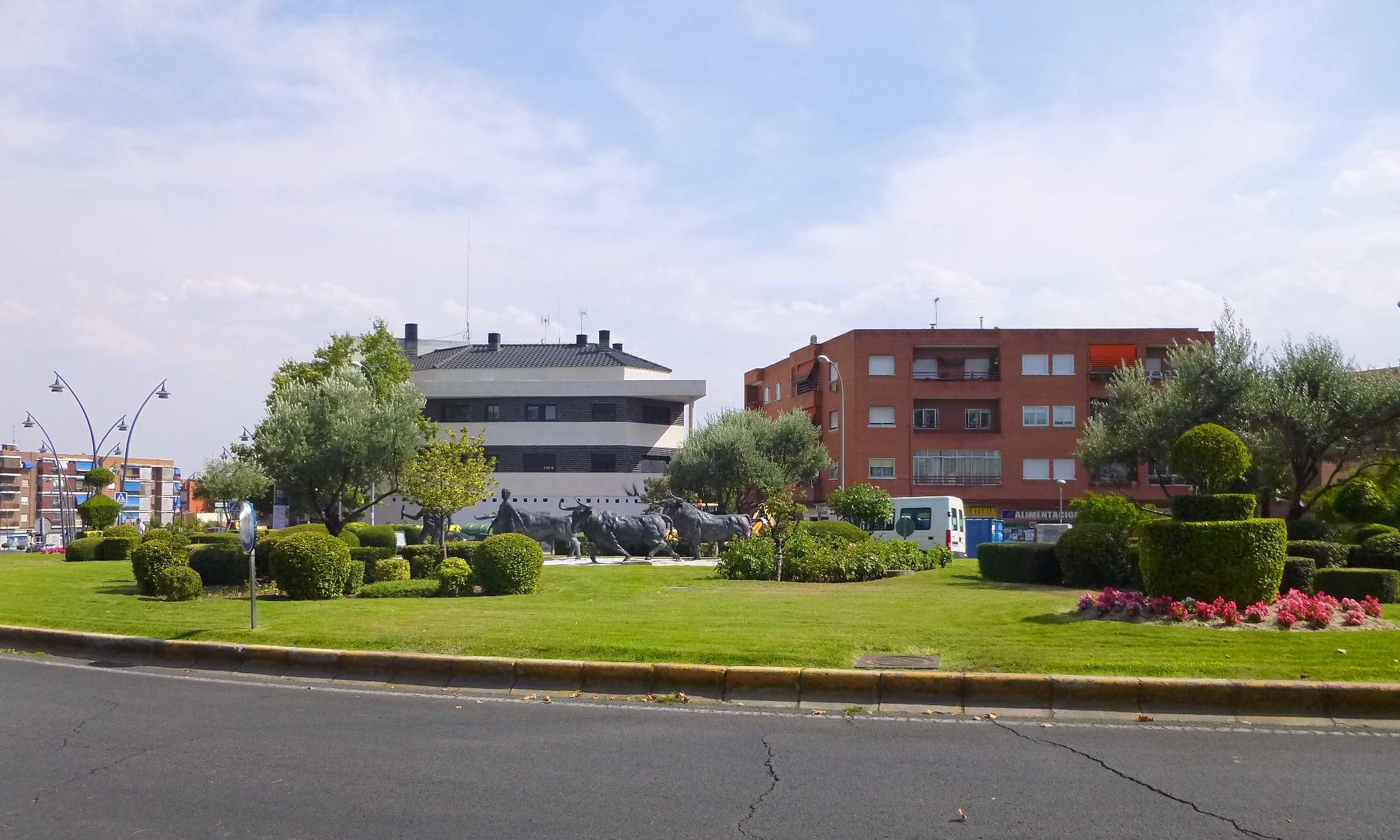
Plaza de Andrés Caballero

La historia de San Sebastián de los Reyes ha estado y está ligada a la del municipio vecino de Alcobendas, del que lo separan dos calles: la avenida de España y la avenida de Madrid). Dichas calles, en algunos tramos, tienen cada margen perteneciente a uno de los municipios. Con Alcobendas comparte ciertos servicios: estación de tren de cercanías Alcobendas-San Sebastián de los Reyes, Delegación de Hacienda y Comisaría de la Policía Nacional Debido a que Antena 3 Televisión tiene su sede central ubicada en San Sebastián de los Reyes, algunas de sus series han sido rodadas en sus calles. Tal es el caso de Manos a la obra, Compañeros o ¡Ay, Señor, Señor!.

## Demografía
San Sebastián de los Reyes cuenta con una población de 94 969 habitantes (INE 2024).
| Gráfica de evolución demográfica de San Sebastián de los Reyes entre 1842 y 2021 |
| |
| Población de derecho según los censos de población del INE Población de hecho según los censos de población del INEEntre el censo de 1857 y el anterior, crece el término del municipio porque incorpora a 285005 (Fuente del Fresno) |

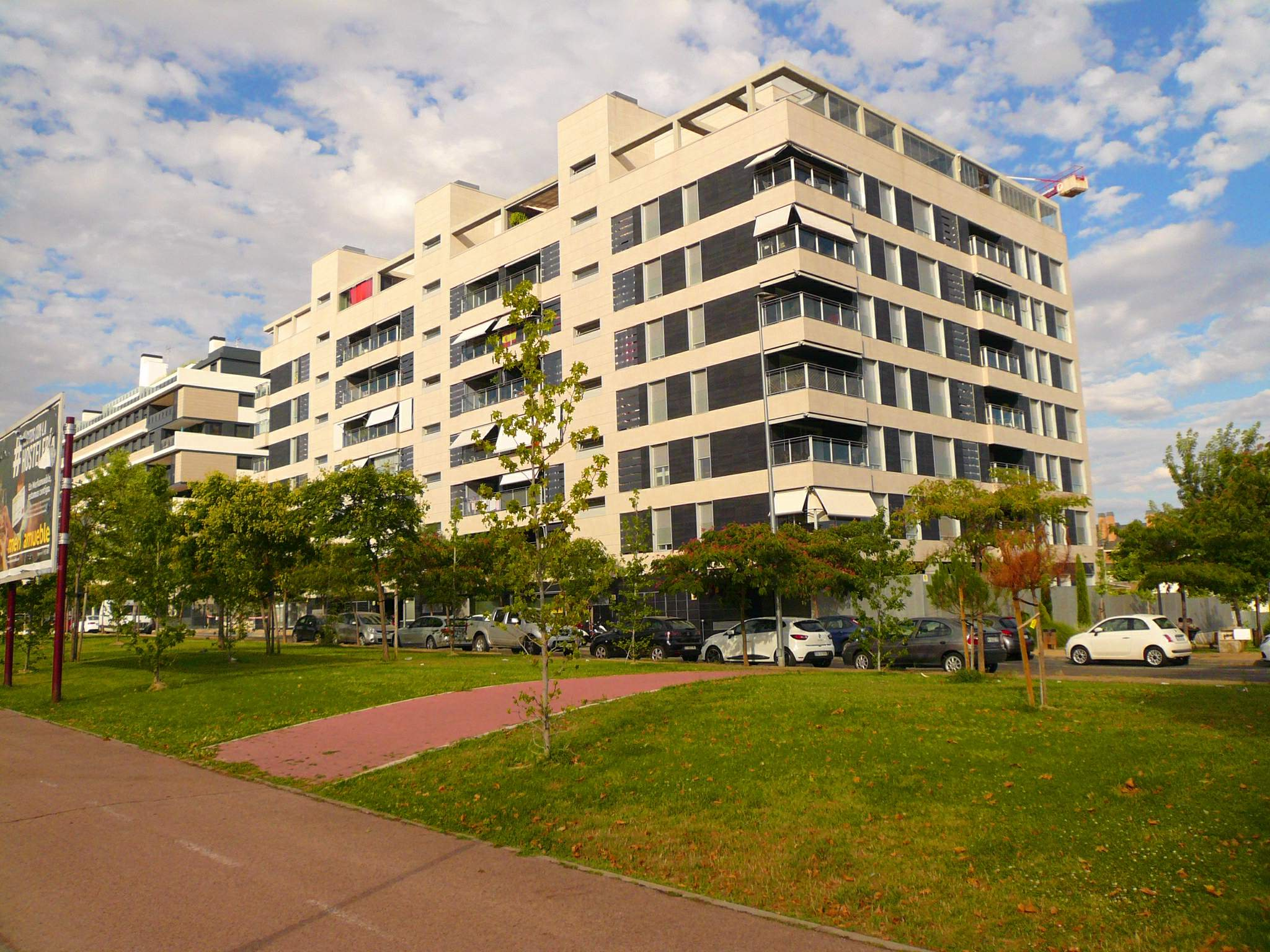
San Sebastián de los Reyes

Al igual que otras muchas ciudades de los alrededores de Madrid, San Sebastián de los Reyes, experimentó un crecimiento desmesurado durante los años sesenta y setenta del siglo XX debido a la emigración procedente del medio rural, fundamentalmente desde Andalucía, Castilla y León, Castilla-La Mancha y Extremadura. A partir de los años ochenta el perfil del nuevo residente cambió hacia las parejas jóvenes profesionales procedentes de la capital y de otros municipios metropolitanos.
Desde principios del presente siglo XXI, la inmigración procedente de otros países ha contribuido a aumentar la población total del municipio. Según los datos del INE de 2012, el 87,21 % de los empadronados son españoles, seguidos de los rumanos, colombianos y ecuatorianos. El total de extranjeros asciende a 10 417 vecinos, el 12,79 % del total.

### Evolución demográfica

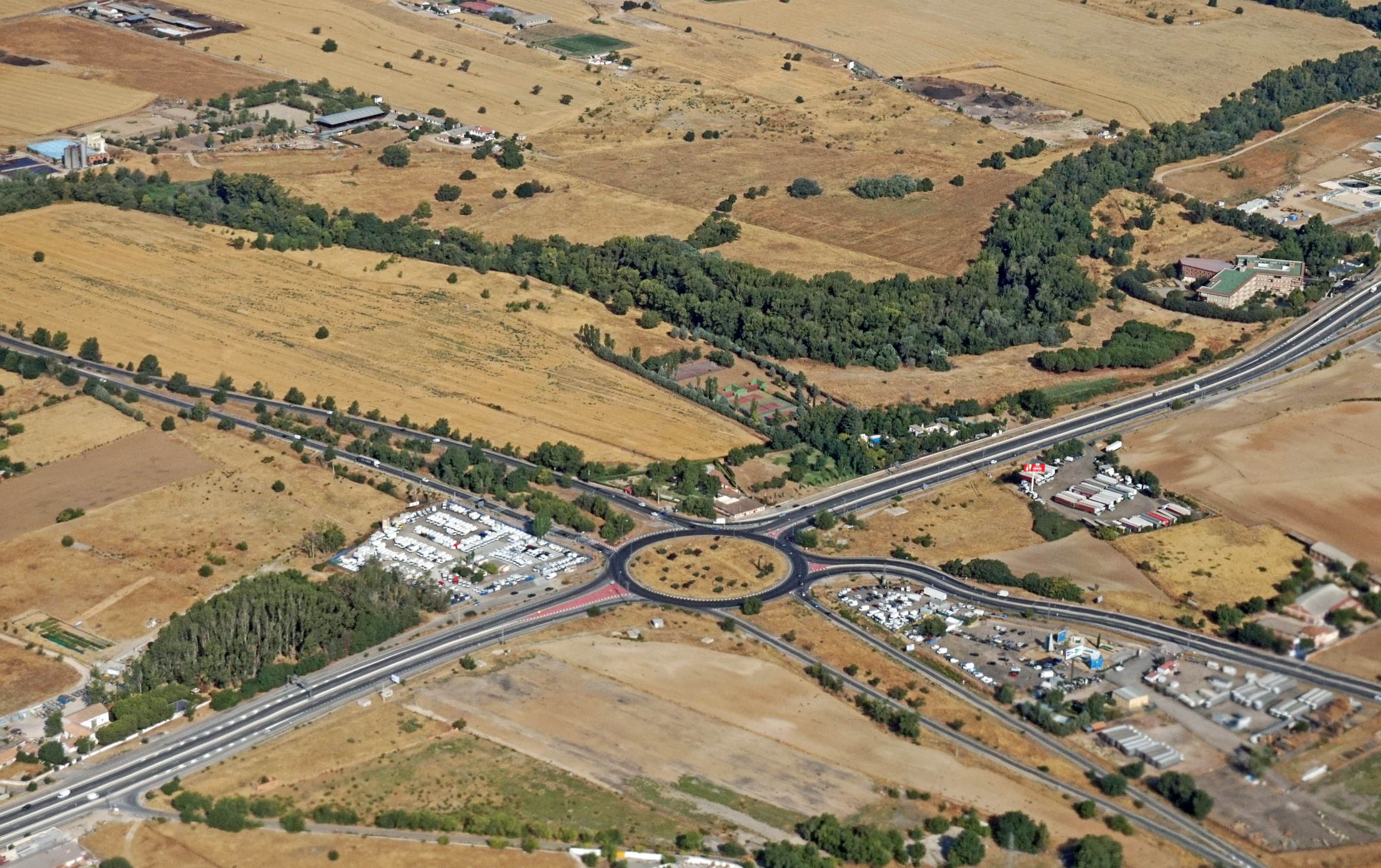
Glorieta en la que confluyen las carreteras M-100, M-111 y M-106, en el extremo noreste del municipio

En las décadas siguientes descendió hasta los 1180 vecinos contabilizados cuando se dio el salto al siglo XX, en el año 1900. A lo largo de la primera parte del siglo XX la población no tuvo un crecimiento destacable. En 1950 había empadronados 1873 vecinos. Es a partir de 1960 cuando empieza el despegue definitivo, al calor del Plan de Estabilización de 1959 que acelera el crecimiento económico del país y en concreto de Madrid capital. La emigración interior, desde las zonas rurales hasta las grandes ciudades y zonas urbanas, tiene a partir de esta época su máxima expresión y San Sebastián de los Reyes crece como consecuencia de este proceso por su proximidad con el municipio de Madrid. Así en 1965 la población se dobla hasta llegar a los 5966 habitantes y luego se triplica en solo un quinquenio, llegando a los 15 497 habitantes en 1970. El fuerte ritmo de crecimiento de la población se mantiene y en 1975 se contabilizan 27 545 habitantes y 35 416 en 1980. En 1985 se llega a los 45 995 y desde 1986 ya superaba los cincuenta mil (50 027). En la década de los noventa se ralentiza algo el crecimiento, pasando de los 53 707 habitantes de 1990 a los 58 389 del año 2000. En ese año menos del 1% eran extranjeros, en concreto 582 vecinos.
A partir de aquí se acelera de nuevo el proceso de crecimiento de la población, debido en parte a la ampliación de la zona urbanizada (Dehesa Vieja, etc) y, sobre todo, a una nueva oleada de inmigrantes, si bien en este caso de extranjeros, fundamentalmente de países hispanoamericanos, del este europeo y del norte de África. Así en 2005 se alcanzan los 65 767 habitantes (6971 extranjeros) y en 2012, 81 466 vecinos de los cuales 10 417 son de nacionalidad extranjera. Sociológicamente predominan latinoamericanos y magrebíes.

## Economía
La renta per cápita de San Sebastián de los Reyes se sitúa en 2016 en 33 221 €, un 37% superior a la media nacional, que se encuentra en torno a 24 100 €. La tasa de paro registrada en el municipio para 2018 es del 8,01%, una cifra excepcionalmente baja si se compara en el mismo periodo a la de la Comunidad de Madrid (11,5%) y de España (14,3%).
| Gráfica de evolución de la deuda viva del Ayuntamiento entre 2008 y 2023                                             |
| |
| Deuda viva del Ayuntamiento de San Sebastián de los Reyes, en miles de euros, según datos del Ministerio de Hacienda |

Los datos positivos en materia económica se deben en gran medida a la existencia de casi 7500 empresas nacionales y multinacionales con sede en el municipio, un potente sector industrial que actúa como polo de la región y al alto poder adquisitivo de los vecinos de las urbanizaciones de Club de Campo, Fuente del Fresno y Ciudalcampo. La localización del municipio resulta de especial relevancia de cara al establecimiento de las empresas, al situarse de forma colindante a Madrid y Alcobendas en su parte norte, conectado además por todo tipo de sistemas de transporte (A-1, M-40, M-50, M-12, M-100, R-2, Renfe Cercanías, Metro y autobuses interurbanos), y a un pie del aeropuerto Adolfo Suárez Madrid-Barajas. Todo ello, en el marco de una región de especial interés medioambiental, pues se encuentra junto al monte de Valdelatas, Dehesa Boyal de San Sebastián de los Reyes y al parque regional de la Cuenca Alta del Manzanares.

### Sector primario
San Sebastián de los Reyes ha sido, desde sus inicios hasta la segunda mitad del siglo XX, un pueblo de carácter agrícola y ganadero, favoreciéndose de la explotación de las dehesas circundantes (Dehesa Boyal). Con la llegada masiva de emigrantes de otras zonas de España a partir de los años sesenta, el peso de las actividades primarias en la economía municipal ha ido disminuyendo hasta situarse en niveles mínimos en la actualidad.

### Sector secundario
Existen de numerosas empresas con actividad industrial dentro de la ciudad, destacando la construcción, los laboratorios farmacéuticos, el sector textil, la logística y las empresas de transporte.

### Sector terciario
La ciudad cuenta con diversas zonas empresariales que albergan las sedes de grandes empresas, muchas de ellas multinacionales. Aunque proceden de todos los ámbitos económicos, los sectores más relevantes son: farmacéutico, bienes de consumo, medios de comunicación, construcción, comercio minorista, aeroespacial y automotriz. De acuerdo con la Guía de Recursos del Ayuntamiento, entre otras multinacionales, se encuentran instaladas en San Sebastián de los Reyes: Atresmedia, Schneider Electric, Ikea, Bombardier, BP Solar, Bridgestone-Firestone, Hankook, Decathlon, Wyeth Farma, Tupperware, Recordati España, Danfoss Int, Tecnatom, Telepizza y Bordados Baratos Madrid.
Comercio

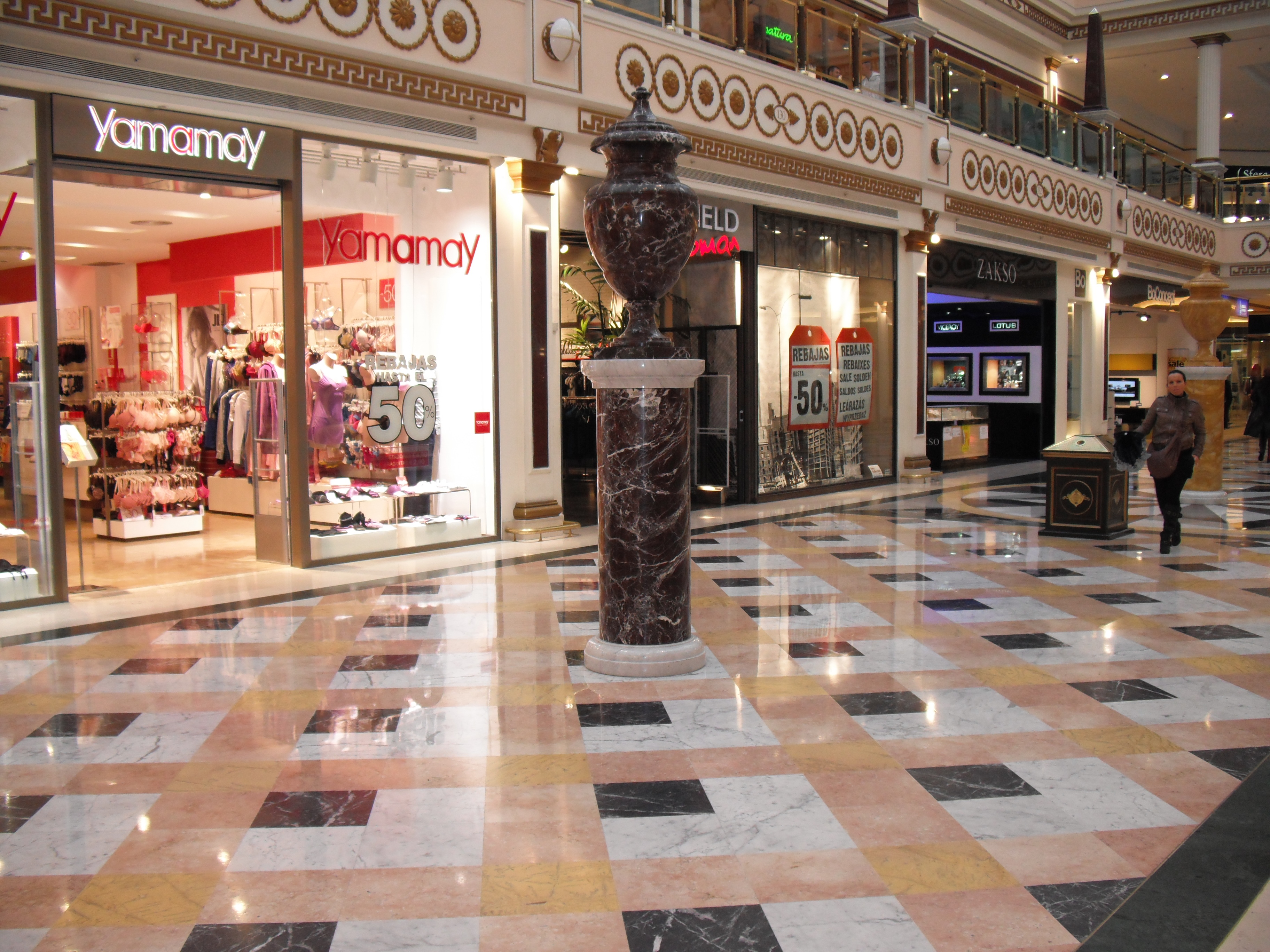
Interior de Plaza Norte 2

En los últimos años, San Sebastián de los Reyes se ha convertido en el centro neurálgico de las compras en la zona norte de Madrid. Existen, junto con establecimientos tradicionales dentro de la ciudad, varios centros comerciales de gran relevancia, entre los que destacan:
- Megapark: el parque comercial MegaPark se encuentra en la salida 19 (dirección Burgos) y 17 (ambas direcciones) de la A-1. Con la construcción de este centro, el sector comercial ha pasado a ser uno de los motores de la economía local. En él se encuentran grandes superficies multinacionales como Ikea, Leroy Merlin, Carrefour, Media Markt, Fnac, Worten o Kiabi. El edificio principal es Plaza Norte 2, donde se encuentran cines, restaurantes y multitud de tiendas para todo tipo de consumidores. Comercialmente es reconocible como «la cúpula de Madrid», por la gran cúpula que domina el centro del edificio.
- Alegra: en 2006, se inauguró un nuevo parque comercial, Alegra, en la salida 20 (dirección Burgos) y 24 (dirección Madrid, por variante) de la A-1, donde se encuentra el The style outlets más grande de Madrid y el Decathlon más grande de Europa, así como un outlet de El Corte Inglés. A lo largo del año 2008 se ha inaugurado la segunda parte de este centro con bolera y grandes superficies comerciales como Eroski y Pórtico. Además, el 12 de diciembre se inauguró en él Micropolix, una ciudad para los niños, pionera en Europa. En marzo de 2014, se inauguró otra parte del complejo comercial, con la tienda Nike. En julio de 2015, Dia compró a Eroski su local en Alegra y lo inauguró con el nombre La Plaza de Día.
- La Viña: un centro comercial y deporte que incluye dos grandes supermercados, Aldi y Mercadona, así como una zona de restauración. Sus instalaciones deportivas, conocidas como Viña Fitness, constituyen el segundo polideportivo de San Sebastián de los Reyes.[22]

## Administración y política

### Gobierno municipal
El municipio está administrado por su ayuntamiento, del que forma parte la corporación municipal, compuesta por veinticinco concejales. 
Desde 2019, gobierna el alcalde Narciso Romero, perteneciente al Partido Socialista Obrero Español (PSOE), junto con Miguel Ángel Martín Perdiguero (vicealcalde), perteneciente a Ciudadanos. La composición de la corporación tras las elecciones municipales de 2019 es la siguiente: siete del Partido Socialista Obrero Español (PSOE), siete concejales del Partido Popular, cinco de Ciudadanos, dos de Izquierda Independiente, dos de Vox, uno de la coalición Izquierda Unida-Más Madrid-Equo y uno de Podemos.
El alcalde de 2015 a 2019 también fue el socialista Narciso Romero, en virtud de un acuerdo de gobierno con Izquierda Independiente y Ganemos Sanse, además del voto favorable en la investidura de Sí Se Puede! y Ciudadanos. La composición de la corporación tras las elecciones municipales de 2015 fue la siguiente: ocho concejales son del Partido Popular, cinco del Partido Socialista Obrero Español (PSOE), cuatro de Izquierda Independiente, tres de Ciudadanos, tres de Ganemos Sanse y dos de Sí Se Puede. El Partido Popular gobernó con mayoría absoluta tras las elecciones municipales de 2011 hasta 2015.

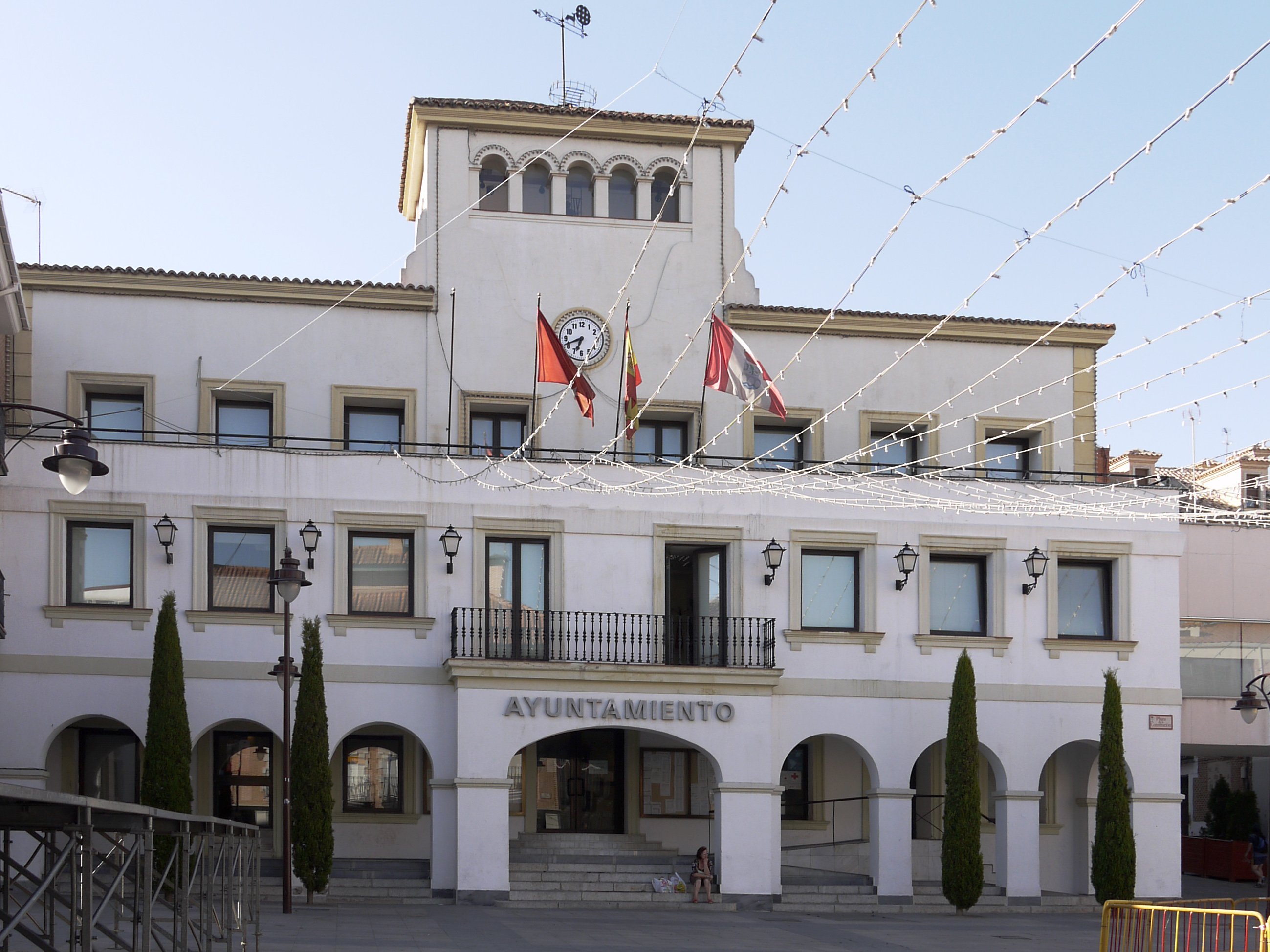
Casa consistorial

| Periodo   | Nombre                         | Partido | Partido                                  |
| --------- | ------------------------------ | ------- | ---------------------------------------- |
| 1979-1991 | Adolfo Conde Díez              |         | Partido Socialista Obrero Español (PSOE) |
| 1991-1994 | José Luis Blanco Velasco       |         | Partido Socialista Obrero Español (PSOE) |
| 1994-1995 | Ángel Requena Fraile           |         | Izquierda Unida (IU)                     |
| 1995-2003 | Ángel Requena Fraile           |         | Izquierda Independiente (II)             |
| 2003-2007 | José Luis Fernández Merino     |         | Partido Socialista Obrero Español (PSOE) |
| 2007-2015 | Manuel Ángel Fernández Mateo   |         | Partido Popular (PP)                     |
| 2015-2023 | Narciso Romero Morro           |         | Partido Socialista Obrero Español (PSOE) |
| 2023-act. | Lucía Soledad Fernández Alonso |         | Partido Popular (PP)                     |

| Partido político                                                            | 2023   | 2023  | 2023       | 2019   | 2019  | 2019       | 2015   | 2015  | 2015       | 2011   | 2011  | 2011       | 2007   | 2007  | 2007       |
| Partido político                                                            | Votos  | %     | Concejales | Votos  | %     | Concejales | Votos  | %     | Concejales | Votos  | %     | Concejales | Votos  | %     | Concejales |
| Partido Popular (PP)                                                        | 18 672 | 40,05 | 11         | 10 112 | 23,78 | 7          | 11 614 | 29,40 | 8          | 18 277 | 49,53 | 14         | 16 075 | 48,97 | 13         |
| Partido Socialista Obrero Español (PSOE)                                    | 9454   | 20,27 | 6          | 10 917 | 25,68 | 7          | 6719   | 17,01 | 5          | 7085   | 19,20 | 5          | 10 053 | 30,63 | 8          |
| Ciudadanos (CS)                                                             | 2553   | 5,47  | 1          | 7864   | 18,50 | 5          | 4879   | 12,35 | 3          | —      | —     | —          | —      | —     | —          |
| Izquierda Independiente-Iniciativa por San Sebastián de los Reyes (II-ISSR) | 5703   | 12,23 | 3          | 4250   | 10,00 | 2          | 6270   | 15,87 | 4          | 6213   | 16,84 | 5          | 3445   | 10,50 | 3          |
| Vox                                                                         | 4687   | 10,05 | 3          | 3163   | 7,44  | 2          | 631    | 1,19  | 0          | —      | —     | —          | —      | —     | —          |
| Más Madrid                                                                  | 2772   | 5,94  | 1          | 2267   | 5,33  | 1          | —      | —     | —          | —      | —     | —          | —      | —     | —          |
| Podemos-Izquierda Unida-Los Verdes (IU-LV)                                  | 2068   | 4,43  | 0          | 2147   | 5,05  | 1          | 3948   | 10,00 | 3          | 2302   | 6,24  | 1          | 1769   | 5,39  | 1          |
| Ganemos Sanse (GSS)                                                         | —      | —     | —          | —      | —     | —          | —      | —     | —          | —      | —     | —          | —      | —     | —          |
| Sí Se Puede!                                                                | —      | —     | —          | —      | —     | —          | 3458   | 8,75  | 2          | —      | —     | —          | —      | —     | —          |

### Organización territorial

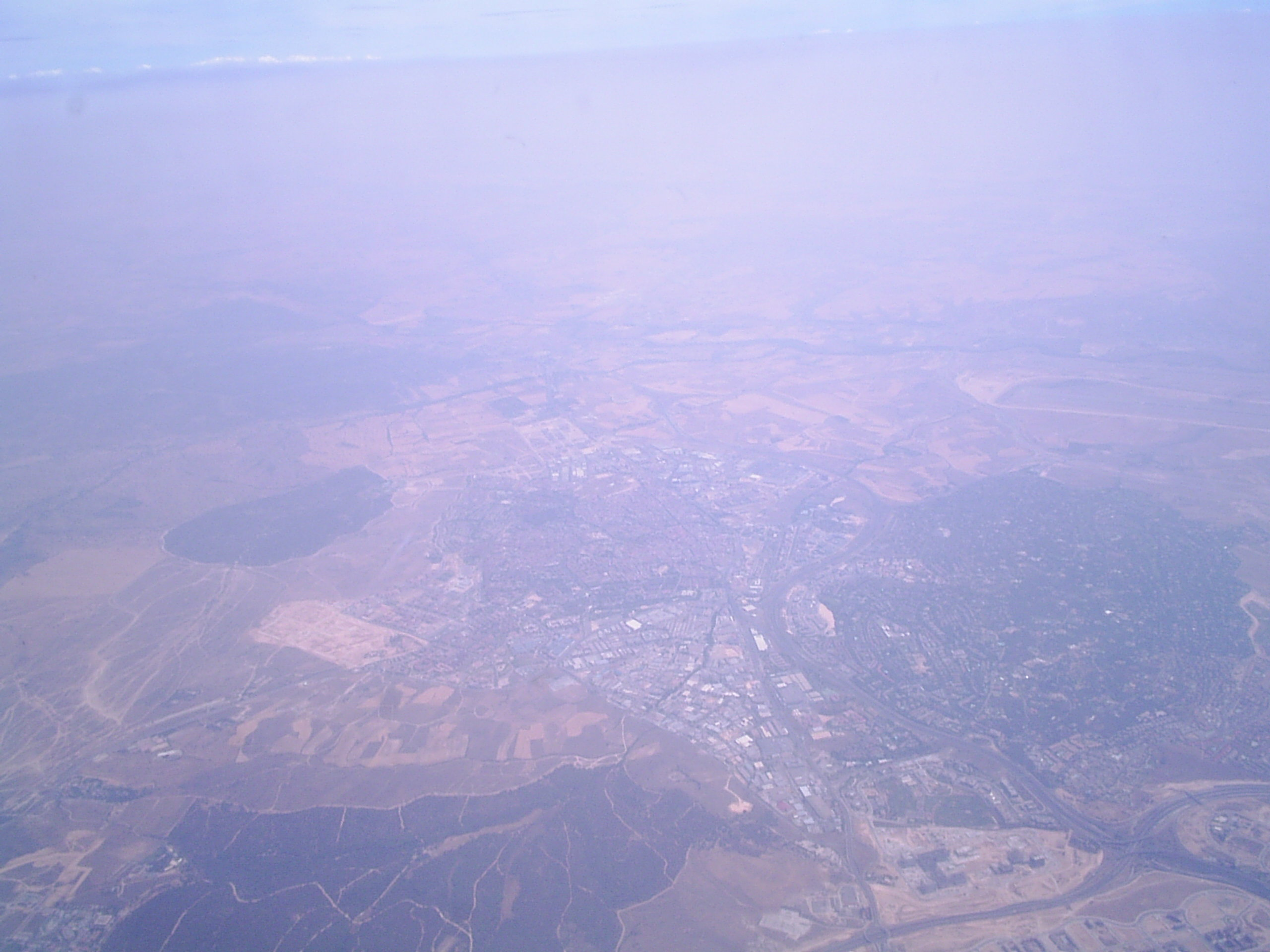
San Sebastián de los Reyes y Alcobendas. Se pueden ver también la Dehesa Boyal y la Nacional I.

Políticamente, San Sebastián de los Reyes distingue cuatro barrios administrativos, cada uno con un concejal propio, desde 2012, al adquirir el título de gran ciudad de la Comunidad de Madrid.
Barrio 1Casco Antiguo
- Donde se encuentra el ayuntamiento y demás organismos municipales, iglesia de San Sebastián Mártir, además del núcleo de lo que en su día fue el pueblo de San Sebastián de los Reyes.
- Sacramento, que aún conserva algunas construcciones encaladas de mediados del siglo XX.
- El Chaparral, que acogió buena parte de la inmigración de los años sesenta.

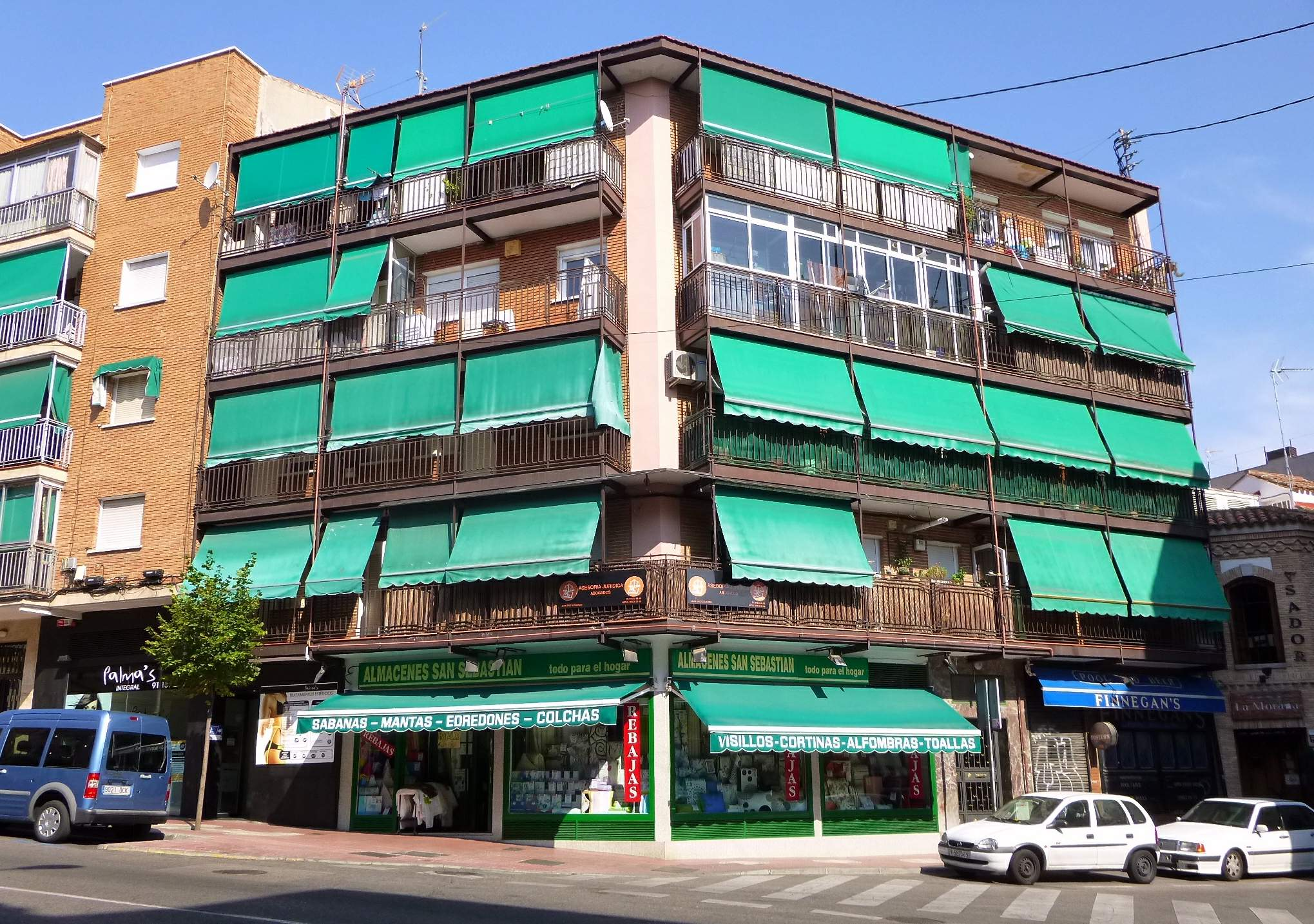
Toldos en un edificio de la localidad

Barrio 2Ensanche-Praderón-Alamillos
- El Praderón
- Urbanización Rosa Luxemburgo, una urbanización de cooperativistas que data de 1983.
- Santa Bárbara-Baunatal, zona residencial y eje cultural desde la década de 1980.
- La Zaporra, antigua zona compartida con Alcobendas, de casas bajas y poblados de inmigración rural hoy en proceso de reconversión en residencial de unifamiliares de medio y alto nivel.
- Zona Industrial Norte-Polígono industrial Los Alamillos

Barrio 3Dehesa Vieja y Urbanizaciones
- Dehesa Vieja, ensanche norte de la década de 2000, con el trazado típico de los P.A.U. de Madrid.
- La Hoya, áreas mixtas, industrial y residencial, limítrofes con el polígono industrial Sur respectivamente.
- Polígono industrial Sur
- Urbanizaciones: La Granjilla, Fuente del Fresno, Fresno Norte, Club de Campo y Ciudalcampo.

Barrio 4Arroyos y Tempranales
- Tempranales, nueva zona residencial comenzada a construir en torno al 2009 siguiendo el modelo de la Dehesa Vieja.
- Los Sectores o Los Arroyos, ensanche norte de la década de 1990 de peculiares calles sinuosas estrechas y paralelas.[25][26]

## Servicios

### Red viaria
La principal vía de acceso es la autovía A-1 (autovía del Norte) (salidas 17, 19, 20 y 24), y la autopista de peaje R-2, la cual enlaza con la M-12 por la cual se puede llegar a cualquiera de las terminales del aeropuerto de Madrid-Barajas en pocos minutos. Además se encuentra en proyecto un tramo de la vía de circunvalación M-50, que pasará cerca del centro comercial Alegra y entre la Dehesa y la zona urbana, lo cual ha sido cuestionado por razones de impacto ambiental.
| Numeración | Nombre                   | Itinerario                                         |
| ---------- | ------------------------ | -------------------------------------------------- |
| A-1        | Autovía del Norte        | Madrid-Irún                                        |
| M-50       | Circunvalación de Madrid | R-2 A-2 M-45 R-3 A-3 M-31 A-4 R-4 A-42 R-5 A-5 A-6 |
| R-2        | Radial 2                 | Madrid-Guadalajara                                 |
| M-100      | Carretera M-100          | Alcalá de Henares-San Sebastián de los Reyes       |

### Transporte público

#### Autobuses
La localidad cuenta con una red de autobuses interurbanos que la conectan principalmente con su intercambiador de Madrid de referencia: Plaza de Castilla. Además, algunas líneas establecen su cabecera en otras zonas importantes de la capital como Pinar de Chamartín, la estación de Chamartín o el área intermodal de Canillejas.
Además, otras líneas comunican con los municipios más cercanos como Alcobendas, Tres Cantos, Algete, Cobeña, Paracuellos de Jarama, la vega del río Jarama y la Sierra Norte. Igualmente cuenta con otras varias líneas urbanas de autobús. Todas esas líneas son operadas por las empresas privadas de transportes Interbus, Empresa Montes y ALSA, mediante concesiones adjudicadas por el Consorcio Regional de Transportes de Madrid.
| Líneas urbanas de San Sebastián de los Reyes | Líneas urbanas de San Sebastián de los Reyes             | Líneas urbanas de San Sebastián de los Reyes |
| Línea                                        | Recorrido                                                | Operador                                     |
| -------------------------------------------- | -------------------------------------------------------- | -------------------------------------------- |
| 4                                            | Polideportivo - Moscatelares                             | Interbus                                     |
| 7                                            | Estación FF.CC. - Polígonos - Estación FF.CC. (Circular) | Interbus                                     |
| 8                                            | Circular Ciudalcampo                                     | ALSA                                         |

Técnicamente al municipio sólo le pertenecen 3 líneas urbanas con un recorrido íntegramente dentro del término municipal. Curiosamente, la red de autobuses urbanos es compartida con el municipio colindante de Alcobendas, y se utiliza una numeración conjunta para evitar duplicidad de líneas. Excepcionalmente, algunas líneas líneas urbanas de Alcobendas realizan parada en el municipio de San Sebastián de los Reyes debido a calles cercanas entre ambos o incluso tienen cabecera en él.
| Líneas urbanas de Alcobendas con paso por San Sebastián de los Reyes | Líneas urbanas de Alcobendas con paso por San Sebastián de los Reyes | Líneas urbanas de Alcobendas con paso por San Sebastián de los Reyes |
| Línea                                                                | Recorrido                                                            | Operador                                                             |
| -------------------------------------------------------------------- | -------------------------------------------------------------------- | -------------------------------------------------------------------- |
| 2                                                                    | Alcobendas - La Moraleja                                             | Empresa Montes                                                       |
| 5                                                                    | S.S. Reyes - El Soto de La Moraleja                                  | Interbus                                                             |
| 9                                                                    | Estación FF.CC. - Arroyo de la Vega                                  | Interbus                                                             |

| Líneas interurbanas                                                                 | Líneas interurbanas                                                                        | Líneas interurbanas |
| Línea                                                                               | Recorrido                                                                                  | Operador            |
| ----------------------------------------------------------------------------------- | ------------------------------------------------------------------------------------------ | ------------------- |
| 152C                                                                                | Madrid (Plaza de Castilla) - San Sebastián de los Reyes (Dehesa Vieja)                     | Interbus            |
| 153                                                                                 | Madrid (Plaza de Castilla) - Alcobendas - Rosa Luxemburgo                                  | Interbus            |
| 154                                                                                 | Madrid (Chamartín) - San Sebastián de los Reyes Circular, por Fuencarral                   | Interbus            |
| 154C                                                                                | Madrid (Plaza de Castilla) - San Sebastián de los Reyes (Avenida de los Quiñones)          | Interbus            |
| 156                                                                                 | Madrid (Plaza de Castilla) - San Sebastián de los Reyes (Polígono industrial Moscatelares) | Interbus            |
| 158                                                                                 | Madrid (Pinar de Chamartín) - Alcobendas - San Sebastián de los Reyes (Tempranales)        | Interbus            |
| 161                                                                                 | Madrid (Plaza de Castilla) - San Sebastián de los Reyes (Urbanización Fuente del Fresno)   | Interbus            |
| 166                                                                                 | San Sebastián de los Reyes - San Agustín del Guadalix (Urbanización Valdelagua)            | Interbus            |
| 171                                                                                 | Madrid (Plaza de Castilla) - Urbanización Santo Domingo                                    | ALSA                |
| 180                                                                                 | Alcobendas FF.CC. - Algete                                                                 | Interbus            |
| 181SE                                                                               | Madrid (Plaza de Castilla) - Algete                                                        | Interbus            |
| 182SE                                                                               | Madrid (Plaza de Castilla) - Algete - Valdeolmos                                           | Interbus            |
| 183SE                                                                               | Madrid (Plaza de Castilla) - Cobeña - Algete                                               | Interbus            |
| 184N                                                                                | Madrid (Plaza de Castilla) - El Casar                                                      | Interbus            |
| 191SD                                                                               | Madrid (Plaza de Castilla) - Buitrago del Lozoya                                           | ALSA                |
| 193SD                                                                               | Madrid (Plaza de Castilla) - Pedrezuela - El Vellón                                        | ALSA                |
| 194SD                                                                               | Madrid (Plaza de Castilla) - Rascafría                                                     | ALSA                |
| 195SD                                                                               | Madrid (Plaza de Castilla) - Braojos                                                       | ALSA                |
| 196SD                                                                               | Madrid (Plaza de Castilla) - La Acebeda                                                    | ALSA                |
| 197SD                                                                               | Madrid (Plaza de Castilla) - Torrelaguna                                                   | ALSA                |
| 210                                                                                 | San Sebastián de los Reyes (Hospital) - Paracuellos de Jarama                              | ALSA                |
| 827V                                                                                | Madrid (Canillejas) - Alcobendas - UAM - Tres Cantos (Circular)                            | Empresa Montes      |
| 827A                                                                                | Alcobendas - San Sebastián de los Reyes - UAM (Circular)                                   | Empresa Montes      |
| N102                                                                                | Madrid (Plaza de Castilla) - San Sebastián de los Reyes (Circular)                         | Interbus            |
| N103                                                                                | Madrid (Plaza de Castilla) - Algete (Circular)                                             | Interbus            |
| N104SD                                                                              | Madrid (Plaza de Castilla) - El Molar                                                      | ALSA                |
| SE Sólo algunas expediciones de las líneas 181, 182 y 183 atraviesan la localidad.  |                                                                                            |                     |
| N Sólo las expediciones nocturnas de la línea 184 atraviesan la localidad.          |                                                                                            |                     |
| SD No se permiten los viajes entre Madrid y San Sebastián de los Reyes y viceversa. |                                                                                            |                     |
| V Sólo las expediciones de vuelta de la línea 827 atraviesan la localidad.          |                                                                                            |                     |

Existen determinadas líneas interurbanas con unas restricciones especiales de subida o bajada de viajeros. Se trata de las líneas que recorren la Sierra Norte, que cuentan con pocos servicios y recorridos muy largos. Atraviesan el municipio recogiendo a viajeros con destino la Sierra Norte y dejando a viajeros con origen la Sierra Norte. Para evitar los abusos de estas líneas, que realizan menos paradas entre Madrid y San Sebastián de los Reyes, no se permite el descenso de viajeros procedentes de Madrid o no se permite la subida de viajeros hacia Madrid. Ya que el municipio cuenta con un gran número de líneas interurbanas, además de otros modos de transporte como el Metro de Madrid y el Cercanías, se prohíben estos viajes cortos que saturarían las largas líneas hacia pueblos lejanos con viajeros que tienen muchas otras alternativas.
Existe una única línea de autobuses de largo recorrido con parada en el municipio. Esta línea es regulada por el Ministerio de Transportes. No permite los viajes dentro de la comunidad de Madrid. Comunica los municipios situados en la A-1 hasta Aranda de Duero o aquellos situados en la N-110 hasta El Burgo de Osma.
| Líneas de largo recorrido | Líneas de largo recorrido                                        | Líneas de largo recorrido |
| Línea                     | Recorrido                                                        | Operador                  |
| ------------------------- | ---------------------------------------------------------------- | ------------------------- |
| VAC-242                   | Madrid (Avenida de América) - Aranda de Duero / El Burgo de Osma | ALSA                      |

#### Metro
San Sebastián de los Reyes está unido actualmente al Metro de Madrid gracias a MetroNorte, que fue inaugurado el 26 de abril de 2007. Las estaciones dentro del municipio son Hospital Infanta Sofía, anteriormente: Hospital del Norte (cabecera norte de la línea 10), Reyes Católicos y Baunatal, prosiguiendo después la línea hacia Alcobendas, Madrid y Alcorcón donde tiene su cabecera en la estación de Puerta del Sur.
La línea 10 de Metro de Madrid es junto con la línea 7 y línea 9 las tres únicas que cuentan con un transbordo de tren dentro de la propia línea. Diseñado para separar el tramo fuera de Madrid y ofrecer un menor servicio de trenes ajustado a un menor número de viajeros en las poblaciones abastecidas, se debe realizar un transbordo en todas ellas, en el caso de la línea 10 en la estación de Tres Olivos. Curiosamente las estaciones de Montecarmelo, Las Tablas y Ronda de la Comunicación se ven afectadas por el transbordo a pesar de estar dentro del municipio de Madrid. Otra peculiaridad, es que no se requiere un transbordo para acceder a las estaciones de Joaquín Vilumbrales ni Puerta del Sur a pesar de encontrarse fuera de Madrid y estar en el término municipal de Alcorcón.
| Línea | Cabeceras                                         | Operador        |
| ----- | ------------------------------------------------- | --------------- |
|       | Hospital Infanta Sofía-Tres Olivos-Puerta del Sur | Metro de Madrid |

#### Cercanías
Asimismo, los ciudadanos del municipio pueden acceder a distintos puntos de la Comunidad de Madrid en tren de Cercanías desde el 9 de febrero de 2001 gracias a la estación de Alcobendas-San Sebastián de los Reyes. Perteneciente al ramal A de la línea C-4 de Cercanías, atraviesa San Sebastián de los Reyes, Alcobendas y la Universidad de Comillas. Se une en el tramo común procedente de Colmenar Viejo y Tres Cantos en la estación de Cantoblanco Universidad perteneciente a la Universidad Autónoma de Madrid hasta Parla.
| Línea | Cabeceras                                                                    | Operador |
| ----- | ---------------------------------------------------------------------------- | -------- |
|       | Alcobendas-San Sebastián de los Reyes - Chamartín - Atocha-Cercanías - Parla | Renfe    |

### Educación

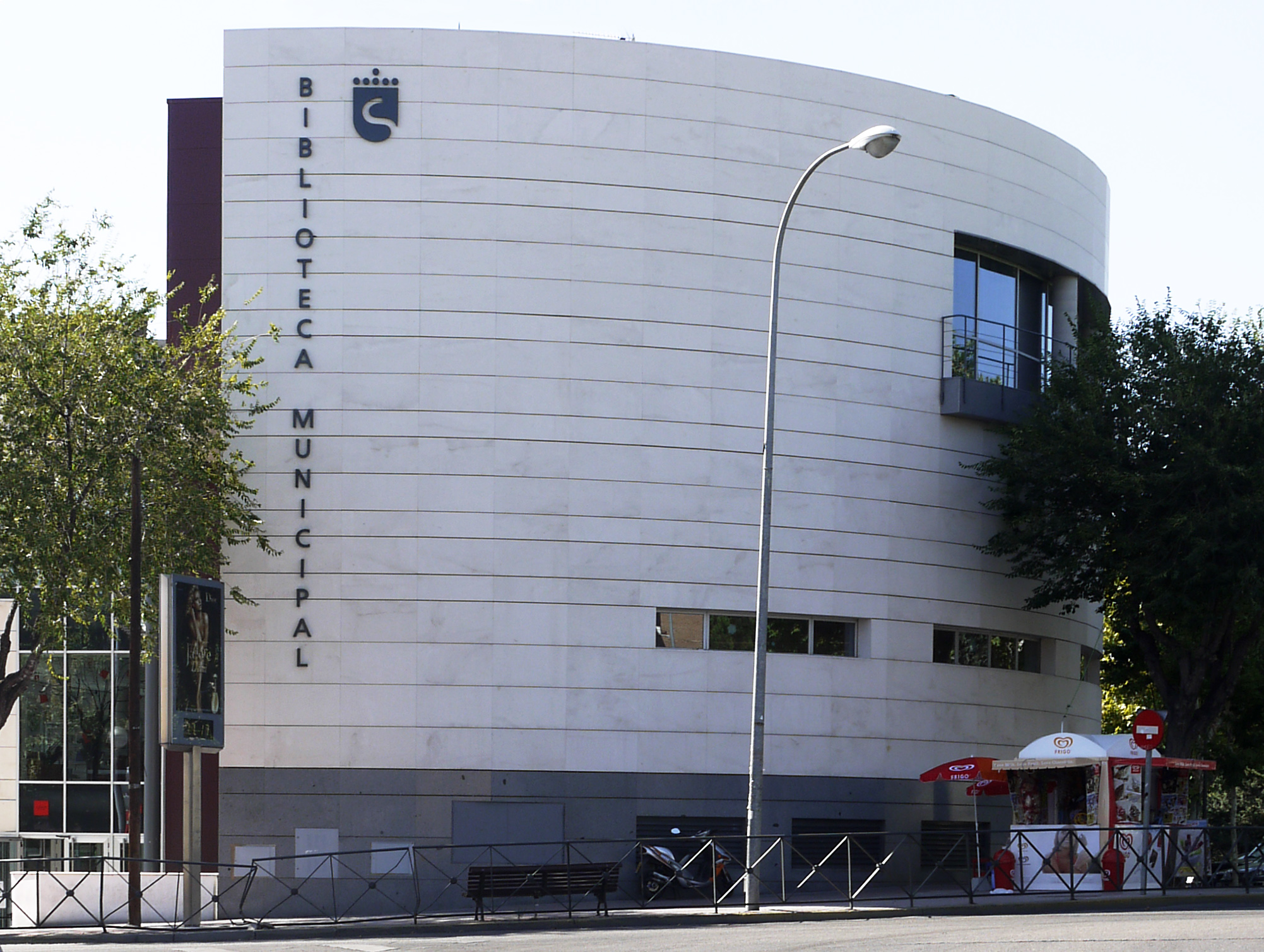
Biblioteca municipal

En San Sebastián de los Reyes hay diecisiete guarderías (cuatro públicas y trece privadas), trece colegios públicos de educación infantil y primaria, cinco institutos de educación secundaria, una Escuela Oficial de Idiomas y un colegio privado (con y sin concierto).

## Cultura

### Patrimonio

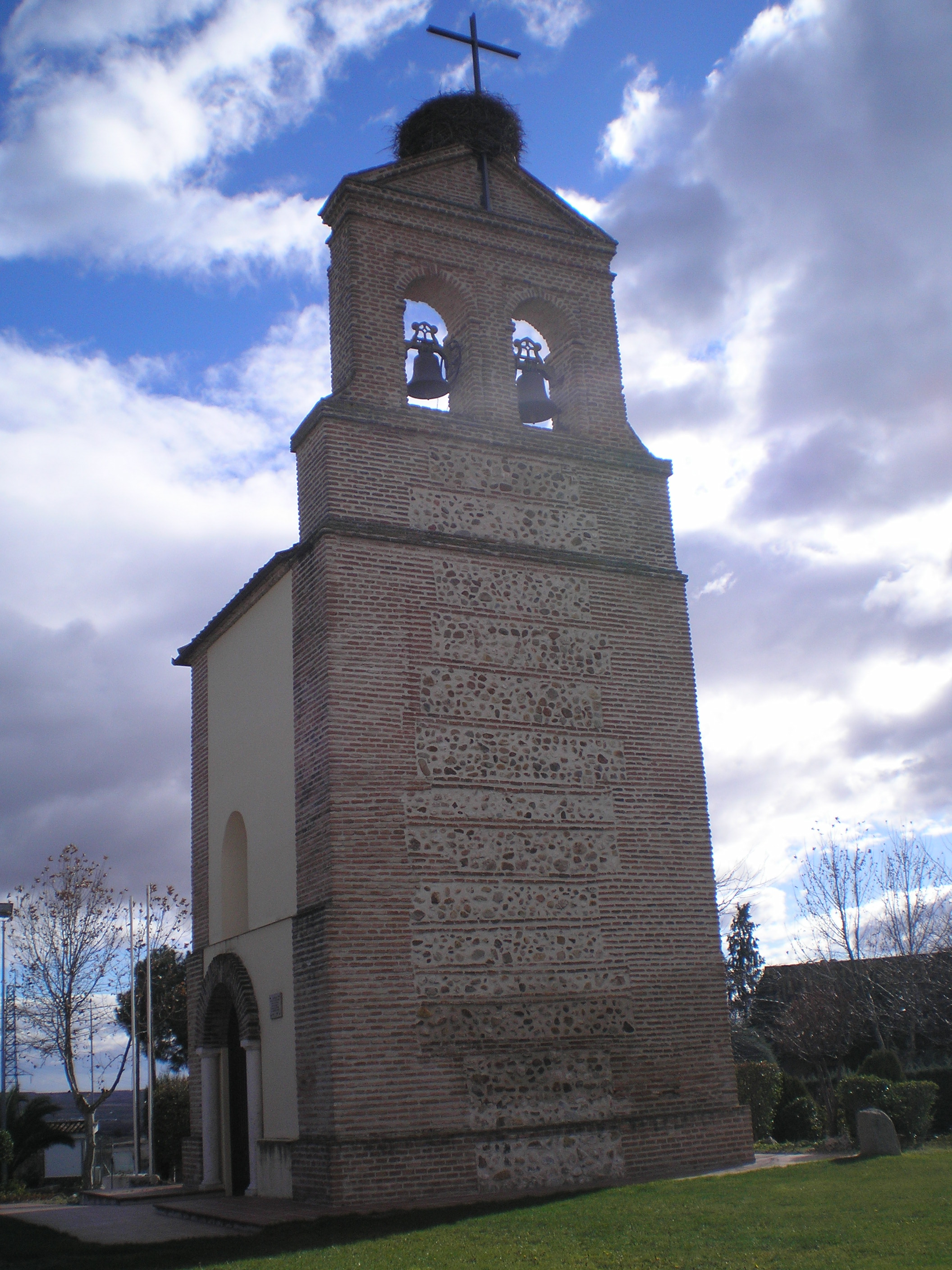
Iglesia de la Virgen del Espino

- Ruinas de la iglesia de la Virgen del Espino, en Fuente del Fresno: se conservan restos del ábside y del campanario. Construida en mampostería en cajas con hilados de ladrillo. Aproximadamente de los siglos XVI y XVII, con influencia clásica en su torre, de la que se restauró la espadaña en 1994.

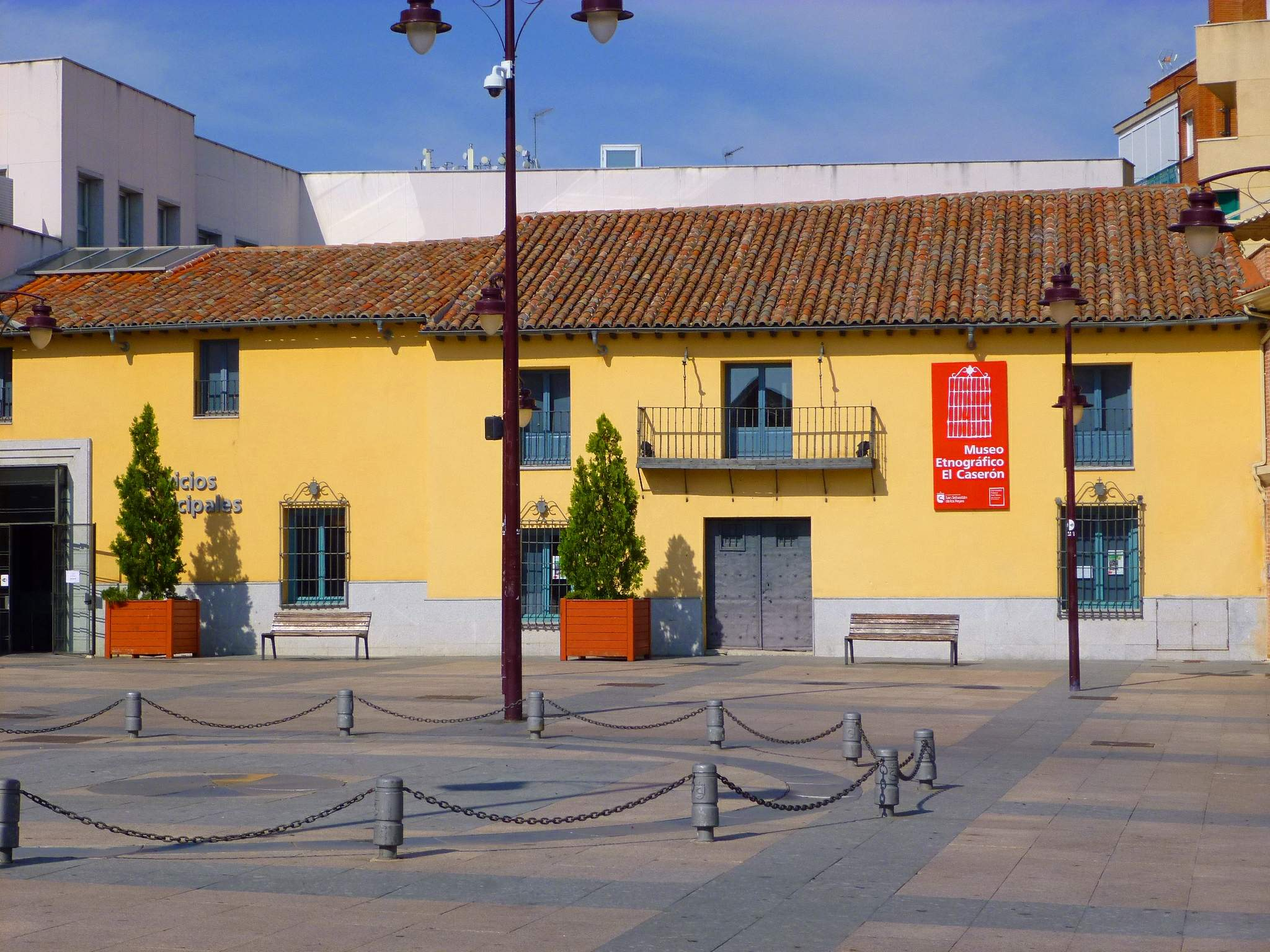
Museo etnográfico El Caserón

- El Caserón: situado en la plaza de la Constitución y ocupando la fachada norte. El edificio, que hoy forma parte de la casa consistorial, es un claro exponente de una casa grande de labor del siglo XVII. Hoy reformado y ampliado, merced al trabajo de Peridis, se han respetado sus elementos arquitectónicos esenciales y alberga diversas instalaciones municipales. En su interior se alberga el museo de Artes y Tradiciones Populares. Piezas que revelan el pasado de una ciudad antaño agrícola y ganadera. El museo merece una visita, pues es admirable descubrir la sorprendente evolución económica y social de la localidad a lo largo de los siglos.

- Iglesia parroquial de San Sebastián Mártir: situada en el centro del casco antiguo. Su construcción se remonta al siglo XV y principios del siglo XVI. Fue bendecida el 27 de noviembre de 1508 por el obispo de Arcadia, Fray Juan de Bustamante. Durante el siglo XVI continuaron las obras de ampliación, dando lugar al templo actual. Entre 1699-1700 se construyó la capilla del Santísimo Cristo de los Remedios, como respuesta a la gran devoción alcanzada por el Cristo de los Remedios y en 1955 se realizó la actual torre de estilo neomudéjar situada a los pies de las naves. La fábrica es de mampostería en cajas con hileras de ladrillo, excepto la torre. De carácter mudéjar en su origen, si bien en su interior prevalece el barroco por las obras realizadas posteriormente. La iglesia tiene dos accesos, uno de ellos situado en la fachada, bajo la torre; y el segundo en el lado de la epístola. La torre situada a los pies de la nave central es obra reciente neomudéjar, abriéndose el pórtico de arcos de herradura en su cuerpo inferior y en campanario en la parte superior. Junto a la cabecera y por el lado de la epístola se encuentra la capilla del Santísimo Cristo de los Remedios, de estilo barroco, construida a finales del siglo XVII. La capilla de la Inmaculada forma, junto con la sacristía, parte de la antigua ermita de San Sebastián, del siglo XIV. El coro es de madera con balaustre. El sotocoro se cierra con un espacio dedicado a capilla bautismal presidido por una imagen de la Virgen de la Merced del siglo XVIII. En la sacristía se guarda un busto de la Dolorosa del siglo XVIII y un magnífico Cristo de marfil del XVII. La pila del agua bendita es del siglo XVI. Durante 2009 se conmemora el quinto centenario de la bendición del templo, habiéndose concedido con este motivo un Año Santo Jubilar por parte de la Santa Sede.

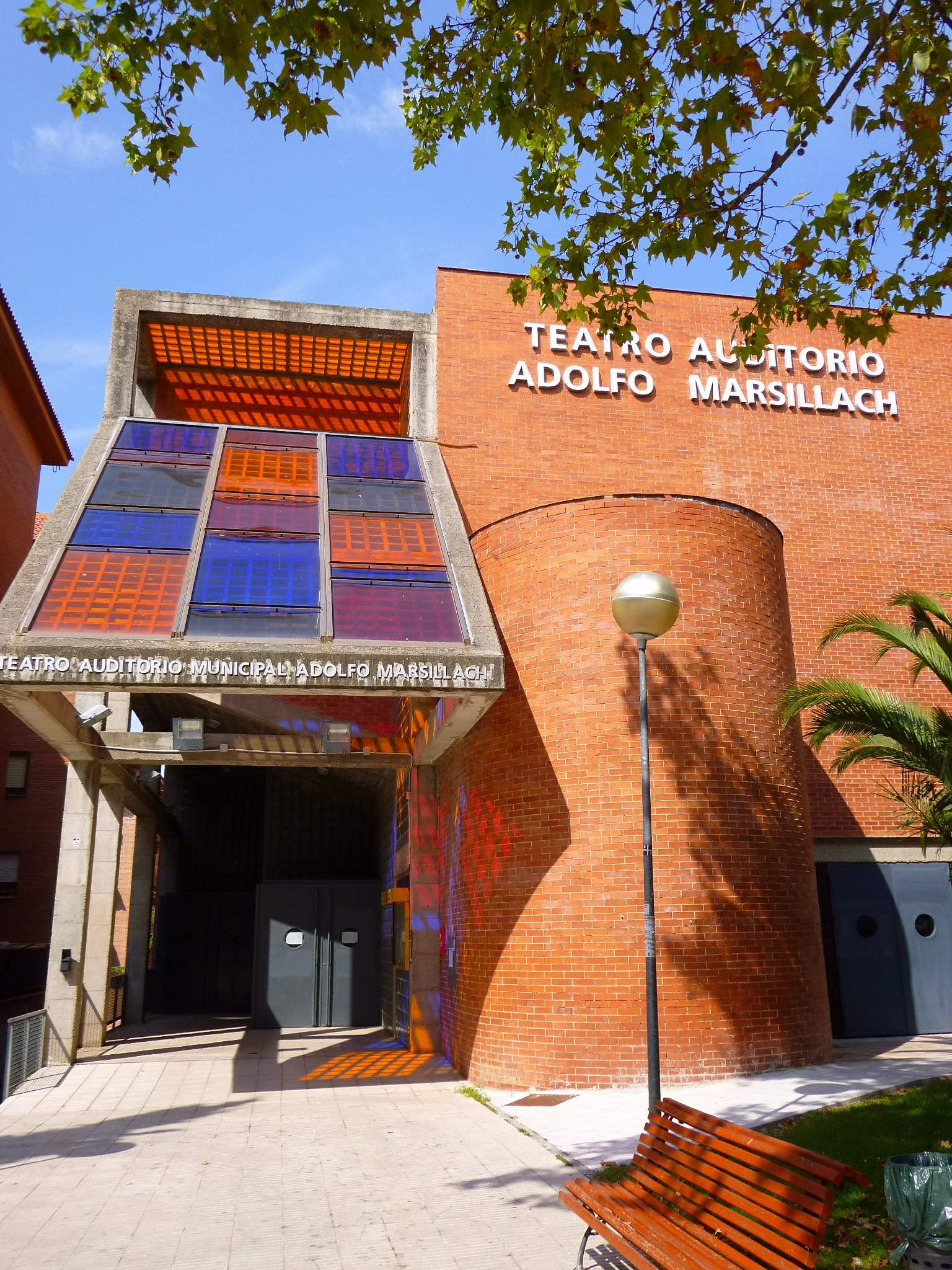
Teatro Auditorio Adolfo Marsillach

- Teatro-auditorio Adolfo Marsillach: Fue construido en 1995, con una capacidad de 700 localidades, y una de las más importantes dotaciones culturales de San Sebastián de los Reyes. En este espacio se desarrolla toda la actividad escénica del municipio en materia de danza, teatro y música. Se sitúa en la avenida de Baunatal (acceso por metro Baunatal L-10).

- Ayuntamiento: en 1989 se inauguraron las actuales instalaciones municipales, que fueron parcialmente reformadas en 2010. El conjunto se compone de dos edificios conectados a través y a lo largo de un gran patio cubierto, con vegetación. Exteriormente se mantiene una imagen histórica y característica que había configurado la plaza esencial de San Sebastián de los Reyes.

- Circuito del Jarama: el circuito se encuentra situado en la margen izquierda de la A-1. Aunque la primera carrera se celebró en 1947, hasta 1974 no se llevaron a cabo las imprescindibles instalaciones. La tribuna principal tiene 2650 localidades, y frente a ella un conjunto de 23 boxes, 11 casetas de control y socorro y la torre de control que se complementa con la torre cuenta vueltas.

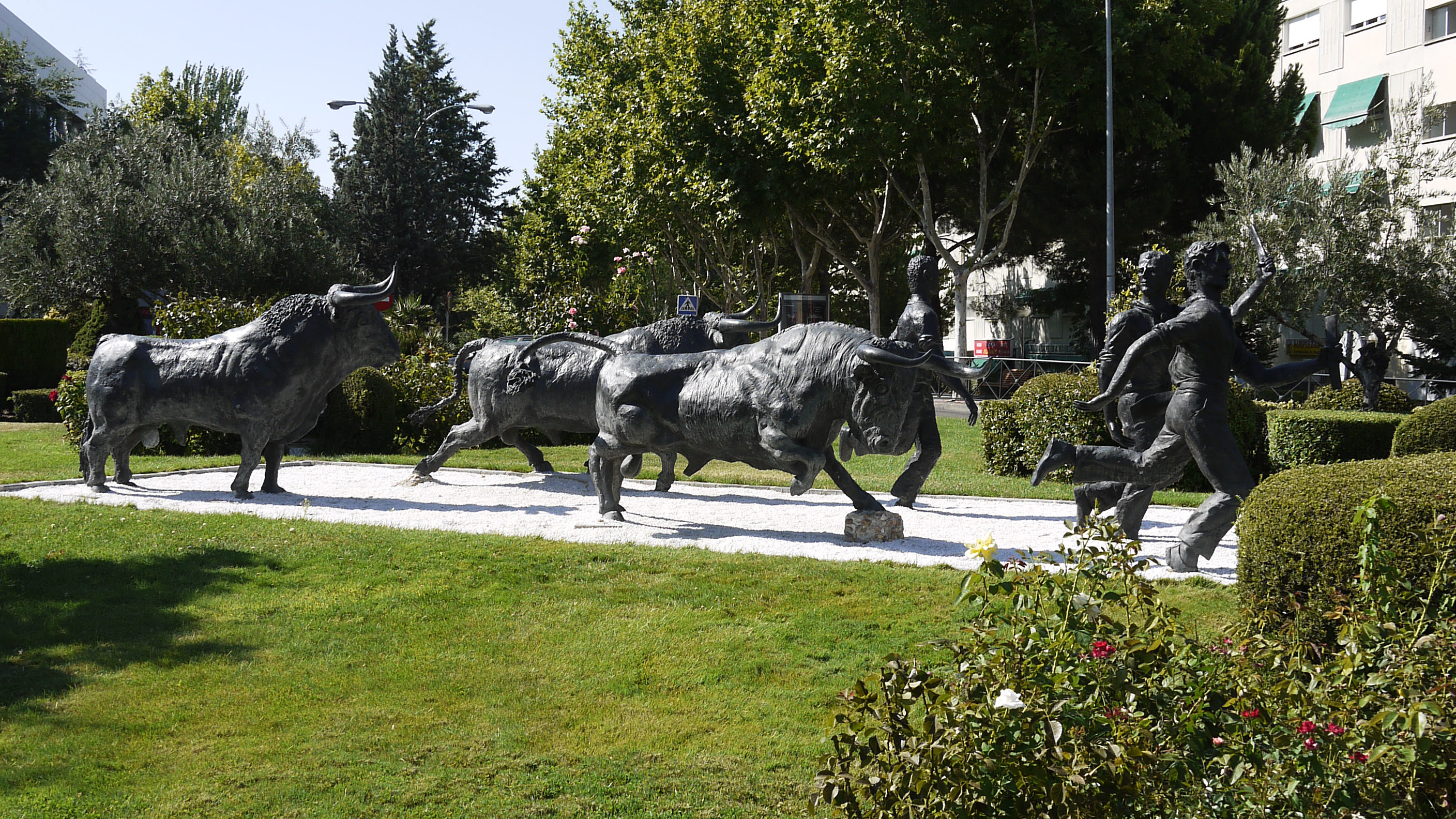
Monumento a los encierros, de José Miguel Utande

- Monumento a los encierros: obra de José Miguel Utande. Situado en la plaza de Andrés Caballero desde 1985, el monumento, que es uno de los más grandes dedicados al tema, consta de tres toros y tres corredores de tamaño natural, todo fabricado en bronce. Se sitúa en la rotonda de la plaza de Andrés Caballero, que separa la avenida de la Sierra, la avenida de Baunatal, la calle de San Onofre, la calle de Esperanza Abad y la avenida de Murcia.

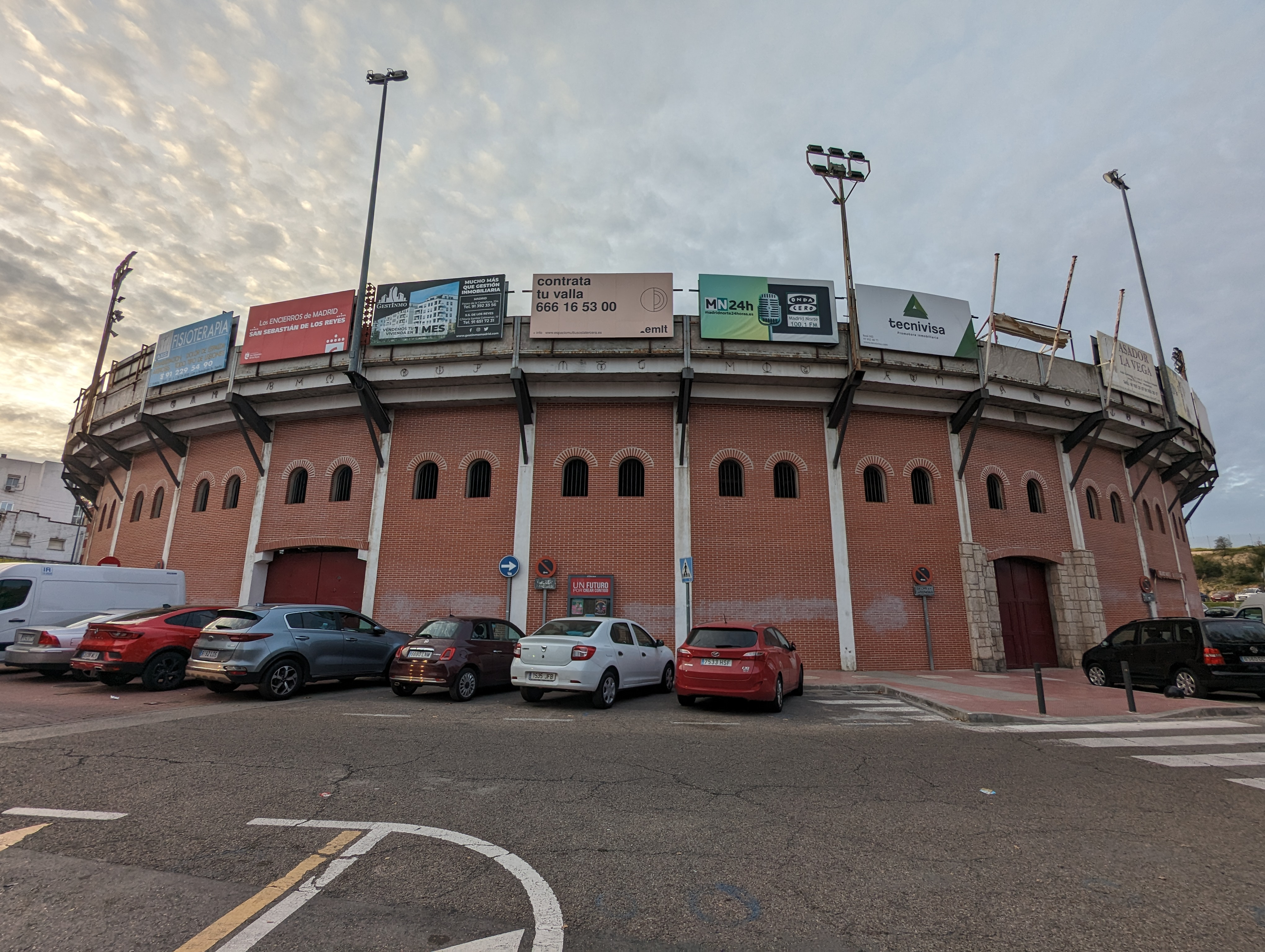
Plaza de toros La Tercera

- Plaza de toros La Tercera] fue construida en el año 1961, y se inauguró el 27 de agosto del mismo año. La bautizaron La Tercera, pues en el área de Madrid seguía a las de Las Ventas y a la de Vistalegre; por el cierre de esta última pasó a ser temporalmente la segunda en importancia. Fue remodelada en el año 1993. Cuenta con un aforo de 5700 espectadores, y está considerada como de 3.ª categoría. La plaza, que fue de temporada, en la actualidad programa únicamente la Feria taurina de agosto, en la que se dan cita las figuras más importantes del escalafón. En 2006 fue reformada exteriormente, mejorando notablemente su aspecto. Situada al final de la cuesta del Ferial. Acceso directo por la parada de metro de Reyes Católicos (L-10), situada a escasos metros de la plaza.

### Fiestas populares
Fiesta de San Sebastián

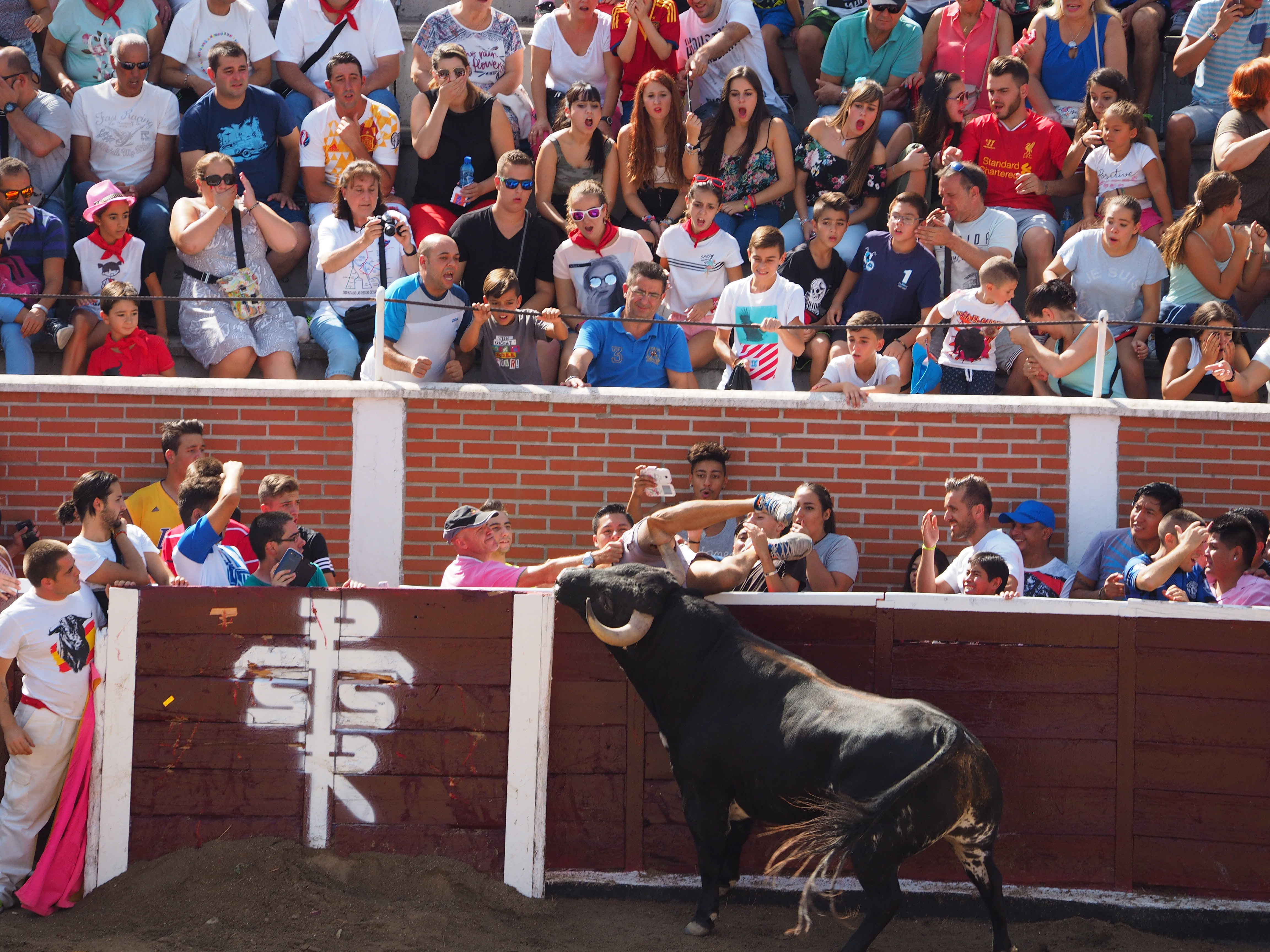
Suelta de reses

Comienza el ciclo con las fiestas en honor del santo patrón de la ciudad: san Sebastián mártir. Tienen lugar los días 19 y 20 de enero, y están dedicadas a la celebración religiosa, (misa y procesión con la imagen del Santo por las principales calles del casco antiguo), además de la tradicional «suelta de toros» destinados a capea, en el recinto de la plaza de toros, convirtiéndose en el espectáculo que inaugura la temporada taurina de la Comunidad de Madrid. De gran interés resulta el disparo de la extraordinaria traca que tiene lugar en la mañana del día 20, en la plaza de la Constitución.
Fiesta del Dos de Mayo
Coincidiendo con el día de la Comunidad de Madrid, el día Dos de Mayo se conmemora la expedición por los reyes Isabel y Fernando de la cédula fundacional de San Sebastián de los Reyes. Este día los vecinos comparten una jornada campestre degustando las calderetas de carne de toro del concurso festivo-gastronómico, organizado por el Ayuntamiento en la Dehesa Boyal, situada a las afueras de la localidad.
Fiestas del Santísimo Cristo de los Remedios

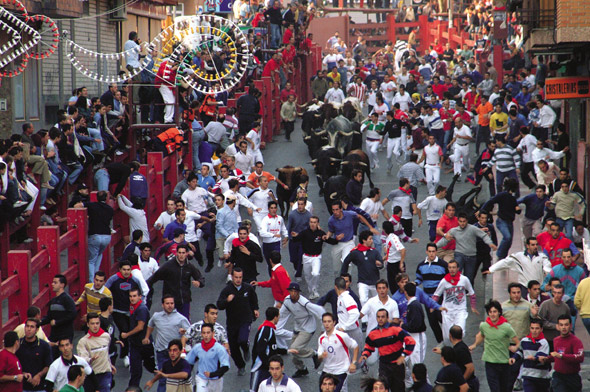
Encierros de San Sebastián en la calle Estafeta

La fiesta grande queda reservada para la última semana de agosto. La festividad en honor del Stmo. Cristo de los Remedios tiene lugar el día 28 de agosto, aunque el programa de fiestas se extiende durante toda una semana. Los festejos tienen gran renombre, fundamentalmente, por la celebración de sus tradicionales encierros de toros, que datan del año 1525. Los encierros de San Sebastián de los Reyes atraen miles de corredores y aficionados de toda España.
Las Fiestas del Cristo de los Remedios, que fueron declaradas de Interés Turístico en 1985, sobre todo gracias a sus tradicionales encierros taurinos, transforman durante estas fechas la fisonomía del municipio, ya que la atractiva y variada oferta lúdica atrae a miles de visitantes que se dan cita en las calles y plazas de la ciudad. Las fiestas se celebran en honor al Santísimo Cristo de los Remedios. Las fiestas acogen a visitantes de toda España y se celebran, por lo general, desde el 24 hasta el 31 de agosto, consideradas las mejores fiestas de la Comunidad de Madrid.
Navidad

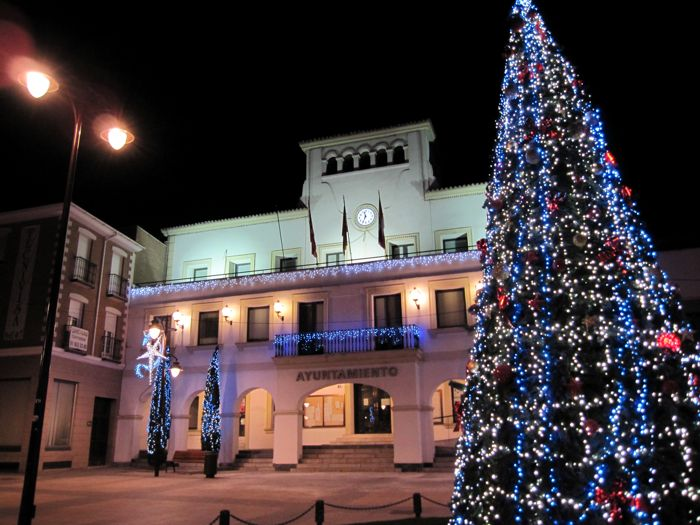
Plaza de la Constitución iluminada con motivos navideños (2009)

Con motivo de las Fiestas Navideñas, anualmente se organiza la exposición de un belén monumental donde se exhiben, a lo largo de una superficie de unos 200 m², más de 500 piezas entre: figuras humanas y de animales, tanto fijas como móviles; complementos y unas cincuenta construcciones que componen cuatro escenarios: Nazaret, Belén, Egipto y Jerusalén.
Completan este escenario efectos de luces, sonido, agua y movimientos de las figuras. Está abierto desde mediados del mes de diciembre hasta la festividad del 6 de enero. Este belén monumental es realizado por la Asociación de Belenistas de San Sebastián de los Reyes.
Es también objeto de celebración, la noche del 5 de enero, la tradicional cabalgata de Reyes Magos compuesta por más de 25 carrozas y unos 600 figurantes que recorren las calles de la localidad, repartiendo caramelos entre los vecinos y el público asistente.

### Deporte
San Sebastián de los Reyes es un baluarte del deporte en la Comunidad de Madrid. La preocupación por el deporte se deja ver, por ejemplo, en que durante los últimos años, el polideportivo municipal Dehesa Boyal ha sufrido grandes modificaciones para ofrecer mejores servicios a los usuarios de la localidad. En 2007 se celebró la fase final de la Copa de S. M. la Reina de Voleibol en su pabellón. En las ediciones de la Vuelta a España 2008 y Vuelta a España 2010 la última etapa salió desde la localidad, aunque en ediciones anteriores ya formó parte del circuito de la prueba.
Atletismo
San Sebastián de los Reyes cuenta con una de las mejores instalaciones atléticas de toda la Comunidad de Madrid, si bien se encuentran un poco incomunicadas. Se encuentran en el polideportivo de la Dehesa. Existen varios equipos de atletismo en San Sebastián de los Reyes, los cuales han conseguido éxitos y reconocimiento a nivel nacional. Entre ellos destaca el Club de Atletismo San Sebastián de los Reyes-C.Clínico Menorca, club de tradición fondista, así como el Atenat, club que ha cosechado éxitos recientemente a escala nacional, como la conquista de un tercer puesto en los campeonatos de España sub-23 de relevos 4 x 100. En la misma Dehesa existe un circuito donde se suele realizar el campeonato de Madrid de cross por clubes.
Ciclismo
La mayor aportación realizada por San Sebastián de los Reyes al mundo del deporte la ha dado en el ciclismo, teniendo a varios participantes y medallistas en Juegos Olímpicos y Paralímpicos. Además son varios los ciclistas profesionales, tanto en carretera como en pista, que ha dado la localidad, entre los cuales se podría destacar a los siguientes: José Ángel Gómez Marchante, Roberto Alcaide, Carlos Castaño, Carlos Abellán, Miguel Ángel Martín Perdiguero, Rubén Lobato y José Luis Rebollo. Además es destacable la labor desarrollada por la Unión Ciclista San Sebastián de los Reyes, formando a ciclistas de todas las edades y en todas las categorías.
Voleibol
El Club Voleibol Sanse, fundado en 1990, milita en la división nacional femenina de voleibol. En el año 2008 consiguió en Las Palmas de Gran Canaria el subcampeonato de la Copa de S. M. la Reina en la final frente al Club Atlético Voleibol Murcia 2005.
Fútbol

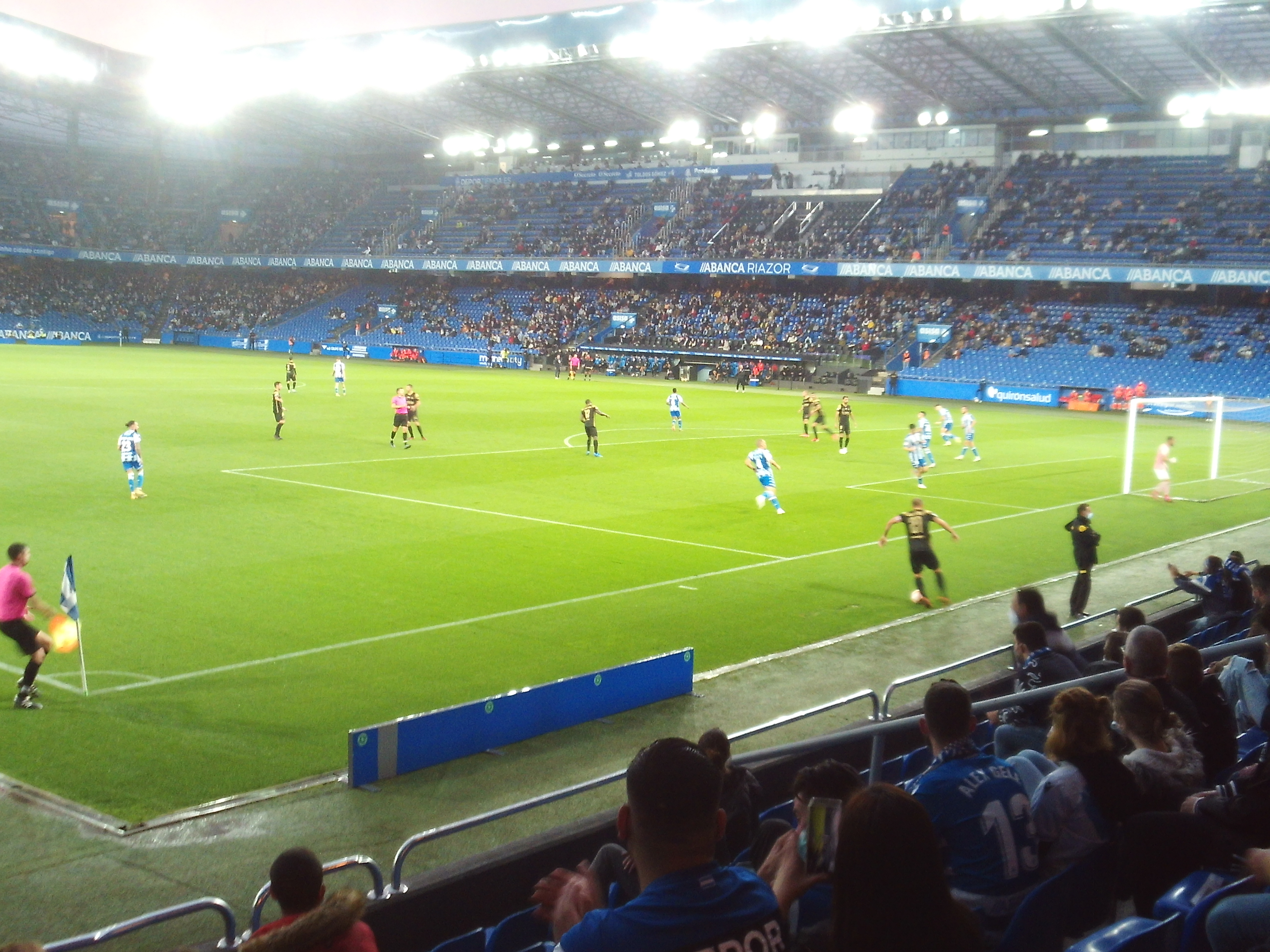
Partido disputado entre el Deportivo de La Coruña y el Sanse

En la localidad hay una gran tradición futbolística con un total de cuatro clubes de fútbol: el Juventud Sanse, el Club Deportivo Carranza, la Unión Deportiva San Sebastián de los Reyes y el Unión Europa Sanse.
La Unión Deportiva San Sebastián de los Reyes, que juega en la Segunda Federación Este club ha jugado la Copa del Rey en varias ocasiones, destacando las visitas a esta localidad del Real Madrid C. F. (por dos ocasiones) o del Athletic Club. 
El Juventud Sanse es el club con más jugadores del municipio, siendo la asociación del municipio con más miembros. Cuenta con una amplia cantera femenina. El primer equipo masculino del club se encuentra en Primera División Autonómica Aficionados, al igual que el primer equipo femenino. En el año 2022, recibió el premio Siete Estrellas del Deporte de la Comunidad de Madrid del año 2019 por el fomento de valores, debido a su código ético de Tolerancia 0 contra la violencia en el fútbol que también se ha implementado en otros clubes de la Comunidad de Madrid a través de la Real Federación Madrileña de Fútbol. De su cantera salió el jugador local Miguel Ángel Nieto de la Calle que jugó en el Real Madrid y llegó a debutar en Champions League, también el jugador Iñaki Elejalde, jugador del Algeciras C.F. y que debutó en la temporada 2021-2022 en la U.D. Las Palmas. 
El club decano del municipio es el C.D. Carranza que data del año 1968 y que milita en Preferente Madrileña.
El Unión Europa Sanse se fundó en 2017 como una escisión del C.D. Carranza. 
Footgolf
Desde 2018, San Sebastián de los Reyes cuenta con uno de los clubes más laureados del panorama nacional e internacional llamado Madrid Norte Footgolf. Varios de sus deportistas acudieron con la selección española a disputar el mundial celebrado en Marrakech, en el que España participaba por primera vez en su historia teniendo entre ellos al deportista de la localidad, Iván Godoy Márquez, y en la que lograron un histórico cuarto puesto.
Otros deportes
El club local de fútbol sala es el Club de FUTSAL SANSE, que juega en 3.ª División nacional; comparte liga con la localidad vecina, Alcobendas. Existe una gran cantidad de aficionados al tenis de mesa en el municipio, los cuales se concentran en los dos principales clubes de la localidad: C.T.M. S.S. Reyes y C.T.M. Dos de Mayo; el jugador Alfredo Carneros, de la localidad, participó en los Juegos Olímpicos de Pekín 2008 y era uno de los integrantes del equipo de San Sebastián de los Reyes que se hizo con la Liga Superdivisión Masculina en 2009/2010.
El club local de baloncesto es el Club de Baloncesto Zona Press y el de balonmano es el Club de Balonmano San Sebastián de los Reyes, uno de los clubes de referencia del balonmano base madrileño.
El club local de rugby es el Sanse Scrum Rugby Club, con escuela para niños. El equipo sénior femenino posee dos equipos compitiendo en la segunda categoría del rugby nacional, División de Honor B y en la segunda categoría de la liga regional de Madrid, mientras que el sénior masculino cuenta con dos equipos que compiten en 1.ª Regional y en 3.ª Regional.
Hay un club local de patinaje llamado Madridpatina y en 2011 se abrieron oficialmente las Escuelas de Patinaje en Sanse. Existe también un club de gimnasia rítmica, fundado en la temporada 1985/1986.
El campo municipal de hockey Hierba fue inaugurado en marzo de 2011, alberga los partidos del SPV Complutense en División de Honor. En 2016 el equipo femenino se proclamó campeón de Liga disputándose el último partido de la serie final en dicha instalación.

### Medios de comunicación
De San Sebastián de los Reyes son medios como Canal Norte TV y Radio Utopía.
Es la ciudad sede del grupo de comunicación Atresmedia.

## Ciudades hermanadas
La ciudad de San Sebastián de los Reyes está hermanada con la ciudad alemana de Baunatal, en el estado federado de Hesse.